# Mouvement pour le droit de vote des femmes en Allemagne

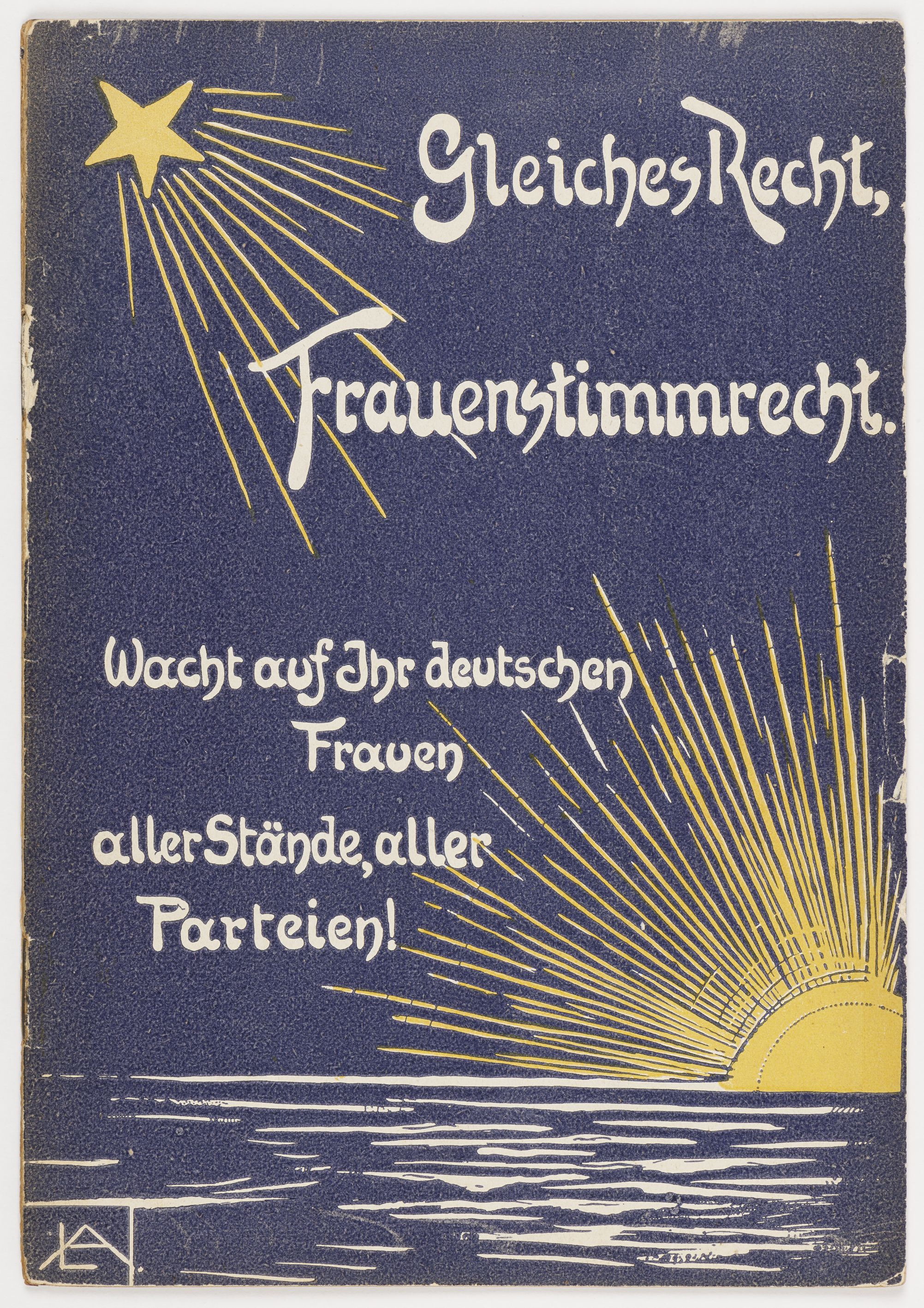
Brochure Égalité des droits, droit de vote des femmes. Réveillez-vous les femmes allemandes de toutes classes, de touts partis ! Association allemande pour le droit de vote des femmes (1907).

Le mouvement pour le droit de vote des femmes en Allemagne se développe à partir des années 1890, lorsque, d'une part, le suffrage universel pour les hommes entre à l'agenda politique et, d'autre part, le mouvement des femmes, avec l'adoption du Code civil (Bürgerlichen Gesetzbuches, BGB), constate que les préoccupations des femmes ne sont pas entendues. Le mouvement pour le droit de vote est généralement considéré comme une partie du mouvement des femmes bourgeoises. Mais le mouvement des femmes socialistes fait également campagne pour le suffrage des femmes, les deux parties accordant de l'importance à la délimitation mutuelle. Les militantes nationales Anita Augspurg, Minna Cauer, Lida Gustava Heymann, Helene Stöcker, Marie Stritt, Clara Zetkin et Martha Zietz forment un réseau social et politique. Elles sont actives comme oratrices dans des conférences à travers le pays ou à l'étranger et sont considérées comme des modèles et des pionnières. 
Le mouvement s'organise avec la création du Deutscher Verein für Frauenstimmrecht  à Hambourg en 1902  qui devient le Deutscher Verband für Frauenstimmrecht (Association allemande pour le droit de vote des femmes)  en 1904). En 1908, lorsque les lois sur les associations accordent plus de droits aux femmes; le nombre d'associations pour le droit de vote augmente et davantage de femmes y participent. 
Les associations sont en désaccord sur le type de suffrage demandé pour les femmes, ce qui conduit finalement à une fragmentation des associations régionales et locales en plusieurs organisations faîtières. La Deutsche Vereinigung für Frauenstimmrecht (Union allemande pour le droit de vote des femmes), fondée en 1909, demande le droit de vote pour les femmes, mais pas le suffrage universel et égal, contrairement  au Deutscher Frauenstimmrechtsbund (Fédération allemande pour le droit de vote des femmes), créé en 1913. Le Deutsche Verband für Frauenstimmrecht (Association allemande pour le droit de vote des femmes), fondé par Minna Cauer en 1902, adopte une position intermédiaire. Malgré les querelles, le mouvement du droit de vote se développe et compte environ 10 000 membres à la fin de 1918. 
Avec le déclenchement de la Première Guerre mondiale, le mouvement des femmes se rallie à la "trêve" des partis et groupes politiques. Les activités relatives aux droits de vote s'arrêtent. Les associations du mouvement des femmes s'engagent massivement dans le service national des femmes (Nationaler Frauendienst) qui associe des civils aux actes de guerre. 
En 1917, il devient clair que le suffrage universel ne sera introduit que pour les hommes après la guerre. Les ailes du mouvement des femmes bourgeoises et du mouvement des femmes socialistes unissent alors leurs forces dans la lutte pour le suffrage des femmes. Début novembre 1918, de grands rassemblements ont eu lieu pour revendiquer le suffrage des femmes. Le 12 novembre 1918, le Conseil des représentants du peuple proclame le même suffrage universel, secret, direct, pour tous les hommes et toutes les femmes à partir de 20 ans. Cela a fait de l'Allemagne l'un des premiers pays européens à introduire le suffrage féminin. 
Le droit de vote des femmes en Allemagne est l'aboutissement d'un long combat politique mené par les femmes. 

## Le contexte historique

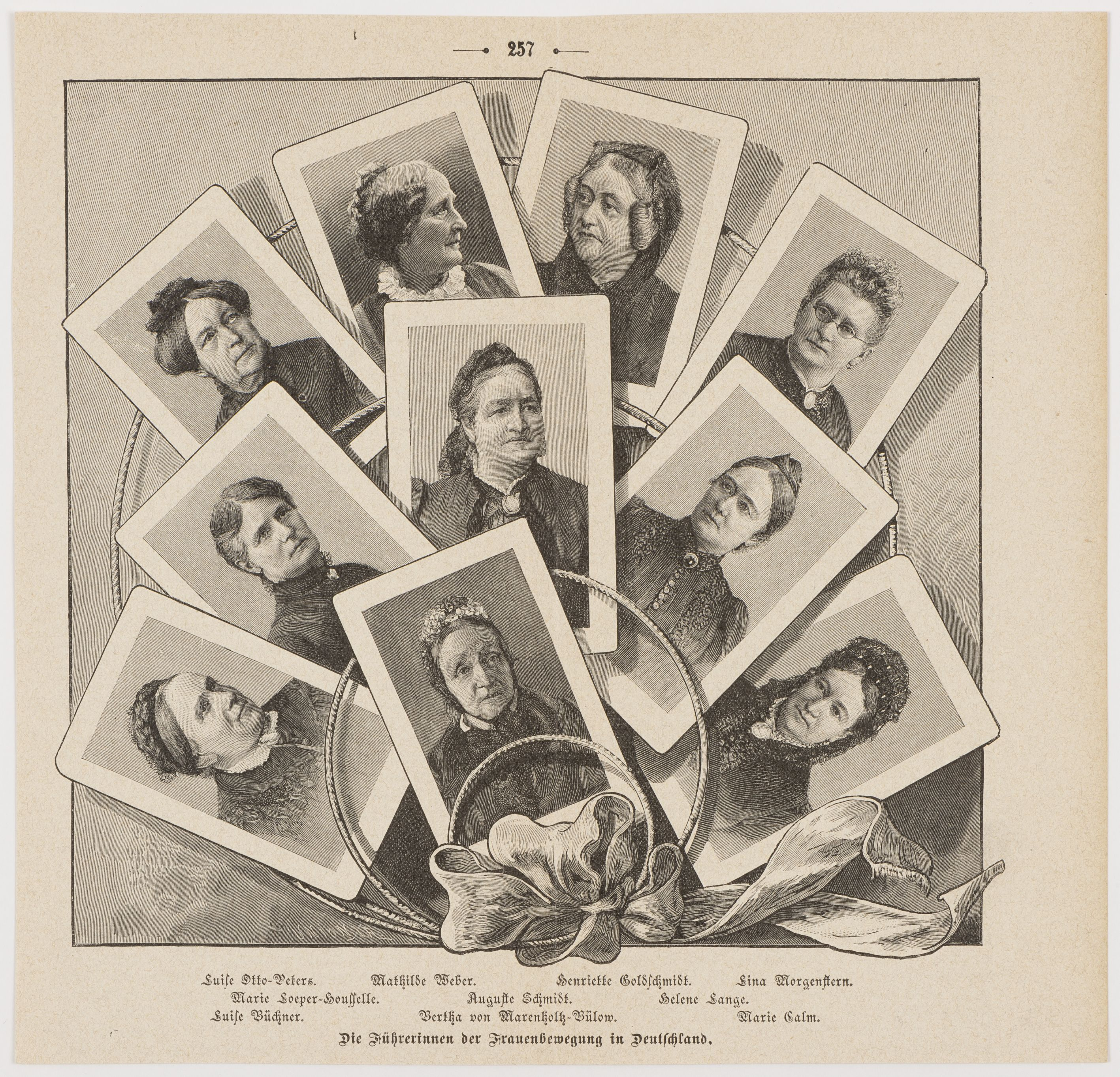
"Les leaders du mouvement des femmes en Allemagne" dans Gartenlaube en 1894. Rangée du haut, à gauche : Louise Otto, dans la rangée du milieu au milieu, Auguste Schmidt, 2e à partir de la droit Helene Lange.

Emmanuel Kant considère la société comme une association d'individus mais il lie le statut de «citoyen actif» à certains critères : l'indépendance économique et sociale et le sexe masculin. Au 19e siècle, les forces démocratiques rejettent la limitation du droit de vote aux citoyens propriétaires (mâles), appelé suffrage de recensement, et exigent le suffrage universel, mais en même temps le réservent aux hommes. Le suffrage masculin général et égal existe dès le début dans le Reich allemand nouvellement fondé en 1871. En revanche, dans l'État de Prusse, les droits de vote à trois niveaux, réservés aux hommes, s'appliquent, les votes ayant des poids différents en fonction des recettes fiscales de l'individu,.  
La lettre d'une lectrice, Louise Otto, au journal Sächsische Vaterlands-Blätter en 1843, dans laquelle elle répond à une question de l'éditeur sur la position politique des femmes, est considérée comme la première ingérence d'une femme dans la politique publique en Allemagne. 
Louise Otto écrit: «La participation des femmes dans l'intérêt de l'État n'est pas un droit mais un devoir ".  Sans les femmes ou la résolution de la question du genre, il n'y aurait pas de démocratisation de la société. Cette déclaration déclenche un flot de lettres supplémentaires - d'hommes et de femmes. La presse devient un outil clé pour mobiliser et rendre visibles les préoccupations des femmes. Après l'échec de la révolution de 1848/49, Louise Otto publie l'hebdomadaire Frauen-Zeitung (le journal des femmes) dans lequel elle promeut l'implication politique des femmes, une position plus indépendante dans la société et de meilleures opportunités d'éducation et d'emploi pour elles. Mais elle ne peut publier librement et agir politiquement que pendant une courte période. En 1850, son journal est interdit en raison d'une nouvelle loi sur la presse saxonne (appelée Lex Otto). Les associations d'ouvrières et de domestiques qu'elle a cofondées sont dissoutes sur la base des lois d'association prussiennes de 1850,.  
La loi prussienne sur les associations de 1850, adoptée ensuite par la plupart des États allemands, et en vigueur jusqu'en 1908, interdit aux «femmes, étudiants et apprentis» d'adhérer à des associations politiques et de participer à des réunions politiques. La présence de femmes est passible de clôture de la réunion, d'une amende et même de la dissolution de l'association. 
Dans les années 1860, les premières associations civiques de femmes voient le jour, qui, compte tenu des circonstances, se veulent politiquement neutres. Le suffrage des femmes est un sujet trop sensible pour qu'une association de femmes puisse s'y engager. Les nouvelles associations, tout d'abord la première association supra-régionale de femmes fondée en 1865, l'Allgemeine Deutsches Frauenverein, ADF (Association générale des femmes allemandes), sont principalement consacrées à la question de l'éducation des femmes ou des questions sociales. 
Dans la période de 1878 à 1890, les lois socialistes interdisent aux associations socialistes, social-démocrates et communistes de tenir des réunions et des écrits dont le but est de renverser l'État et l'ordre social existants. Cela renforce encore les antagonismes de classe existants chez les femmes et, au-delà de 1890, conduit à une séparation décisive des femmes bourgeoises des sociales-démocrates. 
La situation juridique implique que le droit de vote des femmes en Allemagne ne peut être ouvertement et directement demandé que par des personnalités individuelles, mais pas par des organisations et ce, jusqu'aux années 1890. 
En 1869, le philosophe britannique John Stuart Mill et sa belle-fille Helen Taylor critiquent vivement l'assujettissement légal de la femme au sexe masculin et appellent à l'égalité complète dans leur livre The Subjection of Women. La même année sa traduction en allemand Die Hörigkeit der Frau, fait'', pour la première fois, connaître au grand public la revendication du droit de vote des femmes en Allemagne. En 1876, l'écrivaine Hedwig Dohm publie le plaidoyer Der Frauen Natur und Recht, dans lequel elle appelle au suffrage des femmes comme «droit naturel» des femmes. Elle ne concède aucune raison objective de restreindre le droit de vote aux hommes. Elle admet que la société peut restreindre un droit politique naturel si «ce droit s’avère incompatible avec le bien-être de l'État». Mais elle exige des preuves d'un tel «antagonisme entre la vie étatique et les droits des femmes». Sans une telle preuve, la légitimité et la nécessité du suffrage universel des femmes sont affirmées,.  

## Première phase du mouvement des droits de vote jusqu'en 1902
Au milieu des années 1890, les lois sur les associations deviennent plus restrictives en Prusse et en Bavière et les associations de travailleuses sont harcelées par la police. Même les réunions syndicales et les événements culturels sont considérés comme des actions politiques et les militants poursuivis. Clara Zetkin lance une campagne contre l'arbitraire policier en 1895 dans son journal Gleichheit (Égalité). La même année, le groupe parlementaire SPD présente une motion au Reichstag sur le suffrage des femmes, qu'August Bebel présente dans un discours largement acclamé.  Dès 1891, les sociaux-démocrates allemands incluent la demande de suffrage féminin dans le programme de leur parti. 
Les militantes des droits des femmes bourgeoises font également campagne contre les rigides lois d'association. De 1895 à 1907, elles déposent au total dix pétitions pour mobiliser les femmes. Mais le succès est long à venir. En 1894, les militantes Helene Lange et Lily von Gyzicki (plus tard connue sous le nom de Lily Braun) appellent au suffrage des femmes pour la première fois dans des discours publics et publient ensuite leurs réflexions,. Le débat sur le suffrage des femmes est mené dans les magazines du mouvement des femmes et dans de nombreuses conférences. C'est vrai pour toutes les ailes du mouvement des femmes bourgeoises et prolétariennes. La question du suffrage des femmes est donc à l'ordre du jour politique du Reich allemand. 
Les contacts internationaux qui se sont renforcés grâce aux congrès internationaux des femmes qui ont lieu depuis 1878, contribuent à la lutte pour le droit de vote des femmes en Allemagne. De la même façon l'introduction du suffrage féminin dans le dernier tiers du XIXe siècle dans certains pays (par exemple, en 1869 dans le Wyoming, en 1881 sur l'île de Man, en 1893 en Nouvelle-Zélande, en 1894 en Australie méridionale) inspire les mouvements de femmes dans d'autres pays, y compris en Allemagne. Toutes les formes de participation politique des femmes à l'étranger sont rapportées de manière intensive dans la presse du mouvement des femmes bourgeoises et dans Gleicheit. 

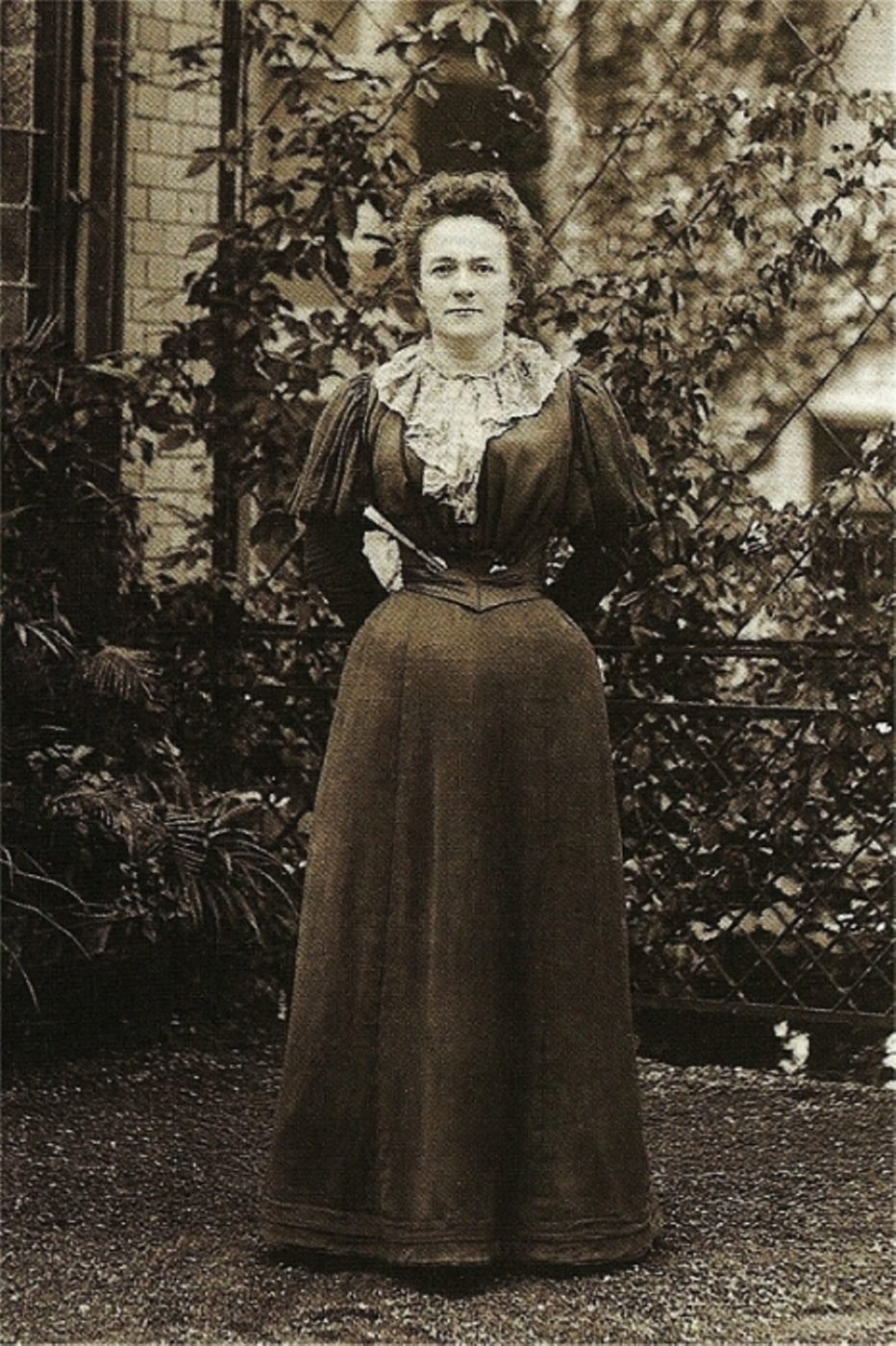
Clara Zetkin 1897.

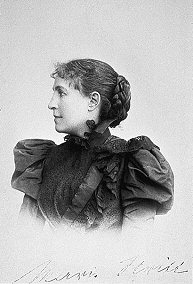
Marie Stritt 1890.

En 1893, quatre déléguées d'associations féminines allemandes participent au premier congrès du Conseil international des femmes (International Coucil of Women, ICW) fondé en 1888. Au cours du processus, elles rencontrent le Conseil national des femmes (National Council of women) l'organisation faîtière des associations de femmes américaines, et, à leur retour, font campagne pour que les associations de femmes allemandes fusionnent de la même manière afin de donner plus de force à leurs revendications communes. La Fédération des associations de femmes allemandes (Bund Deutscher Frauenvereine, BDF) est fondée en 1894 en tant qu’organisation faîtière des associations civiques de femmes. Auguste Schmidt de l'Association générale des professeures allemandes (Allgemeine Deutsche Lehrerinnenverein, ADLV) devient la première présidente du BDF. En 1897, le BDF est la troisième organisation faîtière nationale à devenir membre de l'ICW,. 
Le BDF ne se considère pas comme une organisation politique et refuse de ce fait d'admettre les associations de travailleuses sociales-démocrates à sa réunion de fondation. Une minorité, dont Minna Cauer et d'autres femmes du Berliner Verein Frauenwohl, se prononcent contre cette distinction.  Les dirigeantes du mouvement des femmes prolétariennes, en premier lieu Clara Zetkin, prônent, pour leur part, une «séparation nette» entre le mouvement des femmes prolétariennes et bourgeoises, affirmant que leurs intérêts respectifs sont incompatibles. Lorsqu'en 1895, le mouvement des femmes bourgeoises de l'organe de presse du Parti social-démocrate (SPD), Vorwärts, sollicite des signatures de femmes de tous partis et classes pour une pétition demandant une réforme du droit des associations, Clara Zetkin réagit «Cette pétition n'est pas une signature prolétarienne ! ».  Elle souhaite maintenir son influence et repousser la concurrence du camp des femmes bourgeoises. 
À partir de 1895, Minna Cauer, Anita Augspurg et Marie Strit travaillent en étroite collaboration pour rallier le Bund Deutscher Frauenvereine à leurs idées. En 1896, elles le persuadent de mener une campagne contre le projet de nouveau code civil (BGB) qui défavorise sérieusement les femmes. En juin 1896, Minna Cauer et Anita Augspurg organisent une réunion publique contre le projet à Berlin, à laquelle participent 3 000 personnes et durant laquelle une résolution contre le «droit des hommes» unilatéral est adoptée avec 25 000 signatures. La révision du code civil est finalement adoptée mais l'opposition massive et le ton radical, jusqu'alors inconnu, marquent une nouvelle étape pour le mouvement des femmes allemandes.  

### Aile radicale et modérée du mouvement des femmes

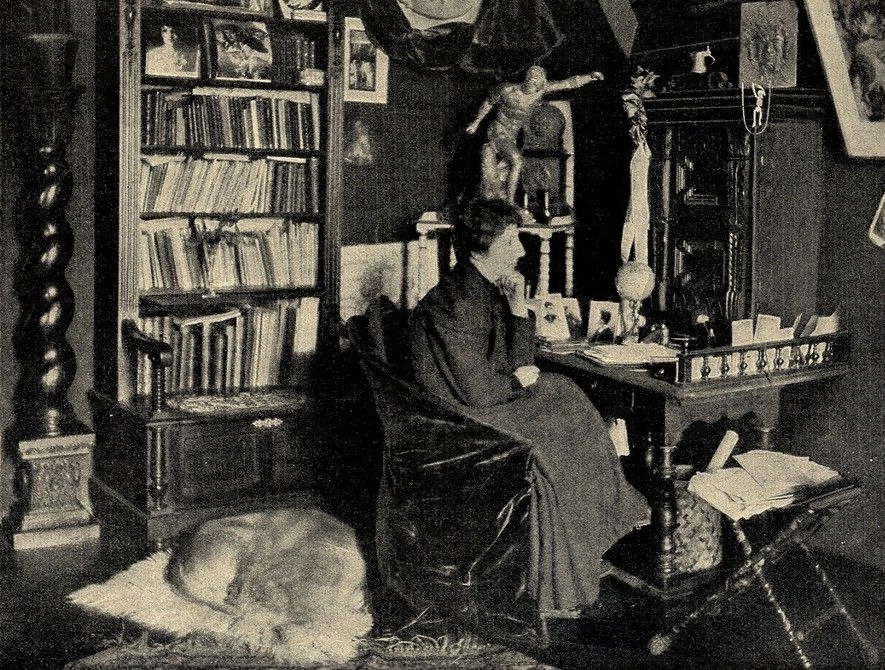
Anita Augspurg dans son bureau, prise de vue pour Die Woche 1899.

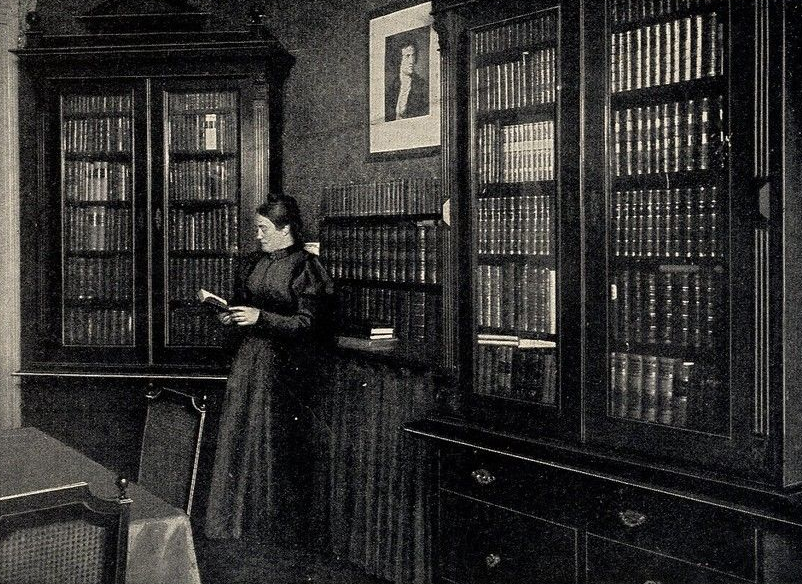
Hélène Lange dans sa bibliothèque, Prise de vue pour Die Woche 1899.

Vers 1898-1899, une rupture se produit au sein du mouvement des femmes bourgeoises, provoquée surtout par les divergences sur l'approche et l'organisation du Bund Deutscher Frauenvereine (BDF). Anita Augspurg, Minna Cauer, Lida Gustava Heymann et d'autres préconisent une approche plus critique et plus programmatique que la majorité, plus pragmatique, rassemblée autour d'Helene Lange et plus tard de Gertrud Bäumer. Hanna Bieber-Böhm, la figure de proue du mouvement moral allemand, fait campagne contre la prostitution à partir de la fin des années 1880, question perçue comme embarrassante, par le BDF. Son approche morale est basée sur la punition de la prostitution. Dix ans plus tard, de nouvelles militantes tels qu'Anna Pappritz et Katharina Scheven, inspirées par les abolitionnistes britanniques, appellent à l'abolition de toutes les dispositions spéciales qui ne concernent que les femmes. Elles se concentrent sur la lutte contre les maladies sexuellement transmissibles, prônent l’éducation et un suivi médical facilement accessible et gratuit,.
Lors de l'assemblée générale du BDF en 1898, Anita Augspurg et Minna Cauer appellent à un changement vers une approche abolitionniste dans la lutte contre la prostitution et pour que le mouvement des femmes devienne politiquement actif. Seule une minorité du mouvement des femmes suit leur position et, dès lors, elles se décrivent comme «radicales». La présidente nouvellement élue du BDF, Marie Stritt, avec qui Anita Augspurg a travaillé pendant des années au sein de l'association pour la réforme de l'éducation des femmes à Munich, prend le parti de la majorité, désormais appelée les modérées, ce qu'Anita Augspurg ne lui pardonnera jamais,.

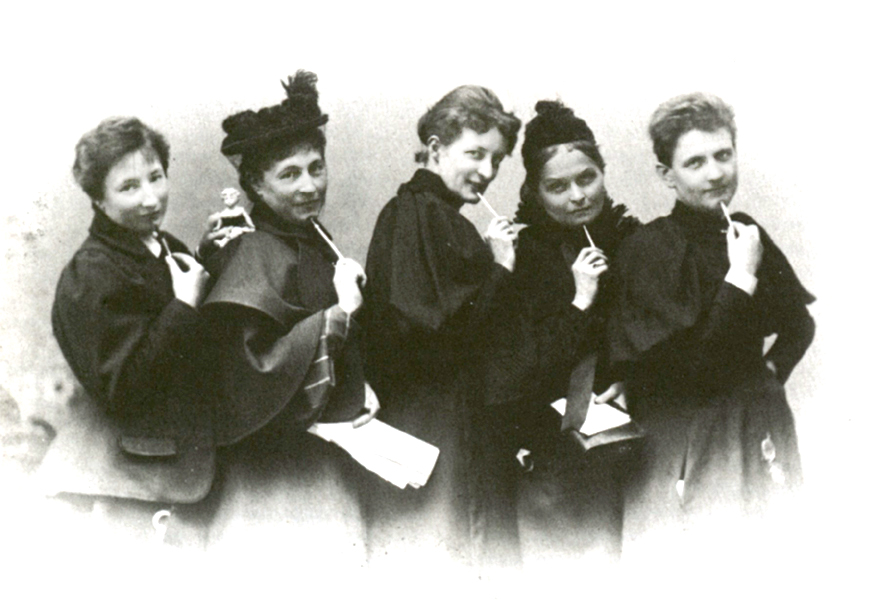
Amies du Mouvement des femmes, 1896: Anita Augspurg, Marie Stritt, Lily von Gizycki (plus tard Braun), Minna Cauer, Sophia Goudstikker (de gauche à droite).

N'ayant pu s'affirmer au sein du BDF, Anita Augspurg et Minna Cauer créent le Verband Fortschrittlicher Frauenvereine (Ligue des associations féminines progressistes, VFF). La nouvelle association met en place des comités d'ouvrières dans chaque association, mais leur succès reste limité en raison du leadership "automatique" des femmes bourgeoises envers les ouvrières. 
Des analyses récentes des historiennes Gisela Bock, Angelika Schaser et Kerstin Wolff démontrent que les ailes modérées et radicales du mouvement des femmes ne différent pas significativement en termes d'argumentation ou de tactique. La revendication du droit de vote apparaît simultanément dans les deux ailes. Dans les années 1894 à 1898 et jusqu'en 1902, les représentantes des deux ailes sont principalement soucieuses d'obtenir un large soutien des femmes pour cette revendication. Les militantes des droits des femmes radicales et modérées définissent le suffrage des femmes comme «l'objectif ultime»,,.
La polarisation au sein du mouvement des femmes conduit à une division informelle du travail entre les deux ailes. Les militantes radicales des droits des femmes se limitent à la propagande («spécialistes de l'agitation»), tandis que les militantes et associations modérées des droits des femmes font le travail pratique. Il se trouve donc qu'un certain nombre de radicales, également intéressés par le travail pratique, s'impliquent de plus en plus dans des associations modérées et sont finalement comptés dans l'autre aile. 

### Journaux des débuts
En 1895, Minna Cauer, avec le soutien de Lily von Gizycki (qui deviendra plus tard Lily Braun), publie un nouveau journal, Die Frauenbewegung (Le Mouvement des femmes), qui devient un porte-parole de la partie «radicale» émergente du mouvement des femmes. Dès 1895, une polémique sur le suffrage des femmes entre Georg von Gizycki (de) et Henriette Goldschmidt est publiée dans le Mouvement des femmes. Quand Lily von Gizycki se retire de la rédaction pour s'impliquer dans le SPD, Anita Augspurg reprend ses fonctions. À partir de 1899, le Mouvement des femmes ouvre ses colonnes aux affaires parlementaires et la législation, couvertes par Anita Augspurg,.

## Première phase d'organisation jusqu'en 1907

### Création de l'Association allemande pour le droit de vote des femmes en 1902

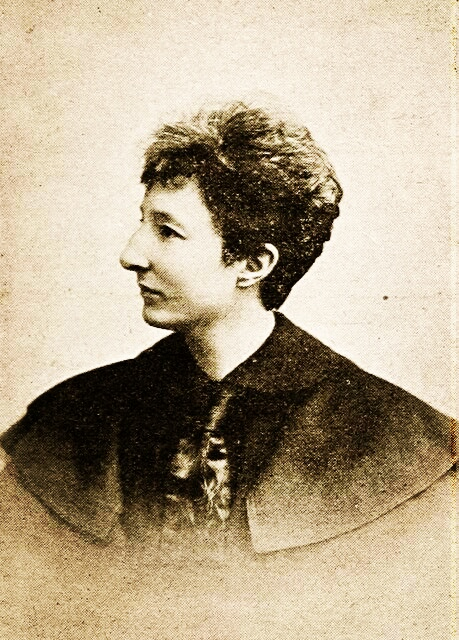
Anita Augspurg.

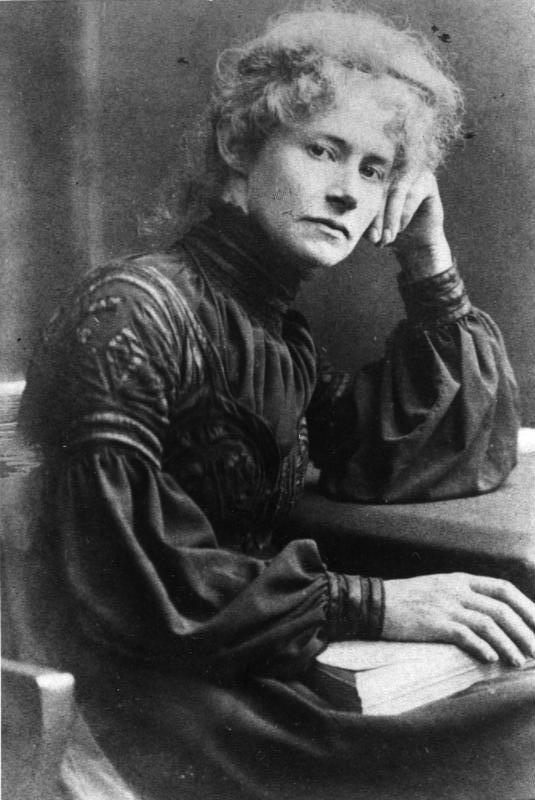
Lida Gustava Heymann.

Anita Augspurg propose de placer le siège de la future association pour le droit de vote des femmes dans un des états allemands qui n'interdisent pas la participation des femmes à une association à orientation politique, contrairement à la Prusse. La  loi n'empêche pas les femmes des autres états allemands d'en être membres.
Le Verband für Frauenstimmrecht (Association pour le droit de vote des femmes) est donc fondé par des membres du Verband fortschrittlicher Frauenvereine (Association des femmes progressistes) avec pour objectif de garantir que les femmes allemandes puissent exercer leurs droits politiques. Outre Anita Augspurg et Lida Gustava Heymann, respectivement présidentes et vice-présidentes, les membres fondatrices comprennent, entre autres, Minna Cauer, Charlotte Engel-Reimers, Agnes Hacker (de), Käthe Schirmacher, Helene Stöcker et Adelheid von Welczeck (elles sont treize au total).
D'autres militantes des droits des femmes les rejoignent au cours des mois suivants, notamment Marie Raschke, Anna Pappritz et Marie Stritt. Anita Augspurg télégraphie, au nom de l'association, un message de salutation à la Conférence internationale sur le suffrage des femmes qui se tient à Washington en février 1902.
La création de l'association est largement rapportée dans la presse, et pas seulement négativement. Des sections de la presse libérale (Neue Hamburger Zeitung et Frankfurter Zeitung) en particulier saluent la nouvelle. Alors que les journaux conservateurs et antisémites et les journaux provinciaux accusent le mouvement pour le suffrage de promouvoir le socialisme, les journaux nationaux libéraux soutiennent rapidement les militantes pour le droit de vote. Ils chargent également des militantes des droits des femmes de premier plan d'écrire régulièrement des articles sur le mouvement des femmes.
Un premier succès arrive dès l'année de la création. 35 femmes de la nouvelle association pour le droit de vote sont reçues en audience par le chancelier du Reich, Bernhard von Bülow et peuvent lui présenter leurs revendications. L'objectif principal est de modifier les lois sur les associations. 
Fin 1902, le BDF adopte enfin une résolution sur le suffrage des femmes et soutient ainsi la revendication du droit de vote :
" Il est urgent d'espérer que les associations fédérales favorisent au mieux la compréhension de l'idée du suffrage féminin, car tous les efforts de la Fédération ne peuvent être assurés d'un succès durable que par le suffrage des femmes." Assemblée générale du BDF - 1902.
Sur base de cette résolution, l'association des droits de vote rejoint le BDF en 1903. L'association la plus importante et la plus influente du BDF, l'Allgemeine Deutsche Frauenverein (Association générale des femmes allemandes, ADF), reprend la demande de suffrage des femmes dans son programme en 1905. 

### Deuxième conférence internationale sur le droit de vote des femmes, 1904 à Berlin

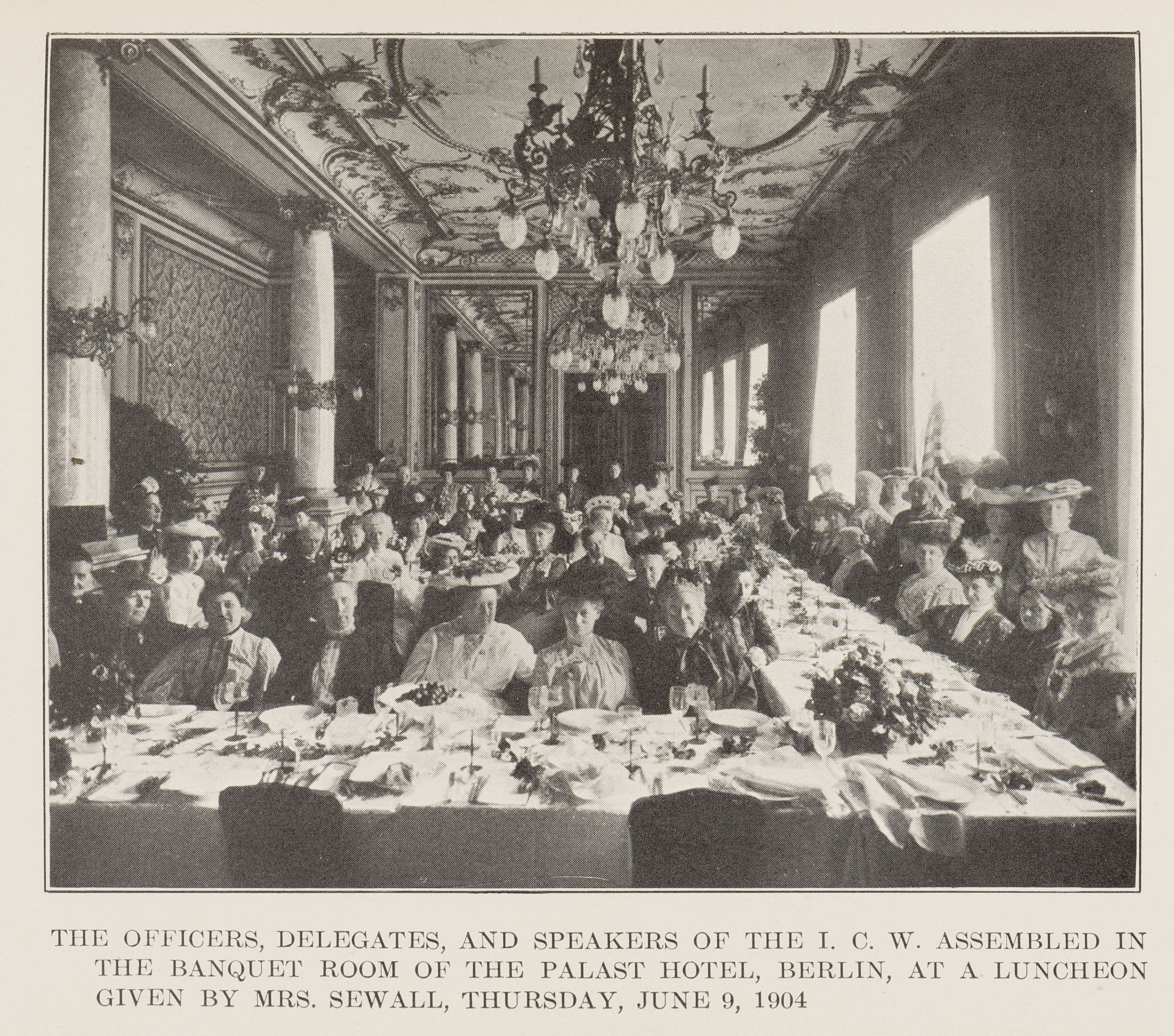
Déjeuner-réunion des participantes au congrès ICW 1904.

En 1904, la deuxième Conférence internationale sur le suffrage des femmes se tient à Berlin, parallèlement au Congrès international des femmes de l'ICW.
Le comité préparatoire est composé de la pionnière du mouvement américain des droits des femmes Susan B.Anthony (présidente), Anita Augspurg (2e présidente), Florence Fenwick Miller (trésorière) d'Angleterre et Carrie Chapman Catt (secrétaire) des États-Unis .  Les représentantes de l'Union des associations féminines progressistes, Minna Cauer, Anita Augspurg, Lida Gustava Heymann et Else Lüders gèrent l'organisation sur place.
La Conférence sur le droit de vote a lieu une semaine avant le congrès ICW et attire une grande partie des reportages. Lors de la conférence, l'acte fondateur de l'International Woman Suffrage Alliance (Alliance internationale des femmes, IWSA) est adopté, Carrie Catt et Anita Augspurg sont élues présidente et vice-présidente de cette nouvelle alliance internationale,. 

### Conversion en organisation faîtière en 1904
L'IWSA n'accepte que les organisations faîtières nationales. En conséquence, après la conférence, le Verband für Frauenstimmrecht devient le Deutscher Verband für Frauenstimmrecht, qui permet aussi l'adhésion de membres corporatifs. En 1904, trois associations locales sont fondées :  Hambourg sous la direction de Martha Zietz et Lida Gustava Heymann, Brême sous la direction de Luise Koch et Francfort-sur-le-Main sous la direction d'Helene Lewison.  
À partir de 1906, l'organisation faîtière lance la création d'associations régionales. Des associations de droit de vote correspondantes se créent dans le Bade, l'Allemagne centrale, la Saxe et le Wurtemberg, suivis du Hesse, de Bavière, de Mecklembourg, de Silésie et d'Oldenbourg. En Prusse, un comité d'État est fondé qui deviendra une association après la libéralisation des lois sur les associations en 1908. En 1907/08, l'association compte près de 2 500 membres dans 7 associations régionales et 19 associations locales, plus de 200 hommes en sont également membres. 

### Activités des associations de droit de vote 1902–1907
Dès 1902, les associations font la promotion du droit de vote des femmes avec des tournées de conférences. Les oratrices les plus fréquentes et populaires sont Martha Zietz, Maria Lischnewska, Anita Augspurg, Adelheid von Welczeck et Lida Gustava Heymann.  Les premières réunions ont lieu à Hambourg et à Berlin en février 1902, puis dans de nombreuses villes allemandes, parfois devant plus de 1 000 visiteurs. Elles entraînent l'adhésion de membres individuels et la création d'associations locales dans tout le Reich,.

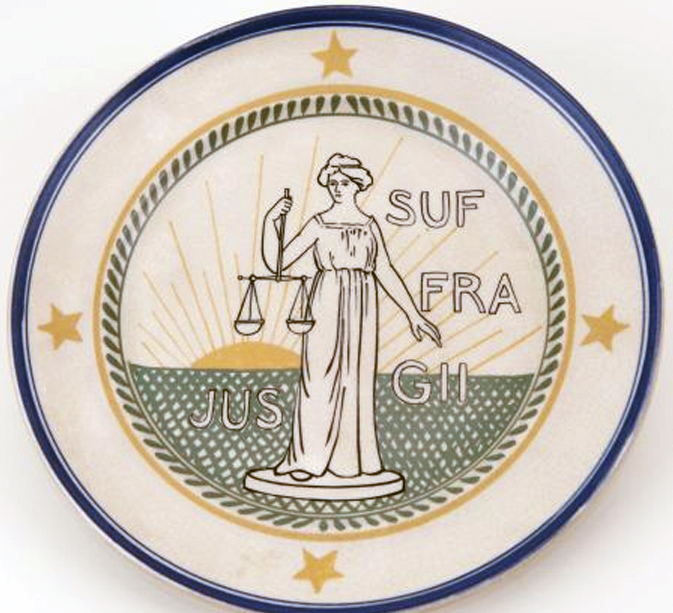
Assiette en faïence avec symbole et devise de lInternational Woman Suffrage Alliance (IWSA).

D'autres formes de mobilisation et d'action comprennent des réunions publiques, des soirées de discussion régulières, la création d'une commission parlementaire, la création d'un plan de travail pour la mobilisation électorale, la publication et la distribution d'appels et de tracts, la préparation de notes et de pétitions.... Lors des réunions publiques, d'éminentes porte-parole des mouvements pour le droit de vote prennent la parole, tout comme les suffragettes anglaises, dont les discours sont particulièrement populaires.  En termes de contenu, les nombreux articles de la presse du mouvement traitent moins de la légitimité du suffrage des femmes que dans la période antérieure à 1902 et se concentrent sur la débat concernant la participation directe des femmes et du mouvement des femmes à la politique. 
L'association pour le droit de vote des femmes soumet des pétitions pour la réforme du droit des associations, la réorganisation des circonscriptions électorales et la codécision dans le domaine professionnel. À partir de 1905, les membres redoublent d'efforts pour revitaliser le droit de vote des femmes aux élections communales. Afin de montrer que «les femmes sont dignes de droits politiques», les membres s'impliquent dans la préparation des élections, par exemple aux élections du Reichstag en 1904 et 1908 et aux élections nationales à Hambourg mais peinent souvent à trouver des candidats ou des partis qui soutiennent la revendication du suffrage féminin. Souvent, les femmes, après avoir investi beaucoup d'énergie dans la campagne électorale pour un candidat d'un parti libéral de gauche, ne voient pas leurs revendications prises en compte une fois les élections remportées. C'est le cas notamment lors de l'élection de Rudolf Oeser du Parti populaire allemand à Francfort-sur-le-Main en 1907, due en grande partie aux représentantes de l'association des droits de vote de Francfort. 

### Ancrer la revendication du suffrage démocratique dans les statuts de 1907
En réponse à l'accusation des sociaux-démocrates selon laquelle ils sont les seuls à faire campagne pour le suffrage universel et égal, l'association pour le droit de vote précise ce qu'elle entend par égalité politique lors de sa deuxième assemblée générale en 1907 : 
«L'association ne représente aucun parti politique, ni aucun parti ou direction au sein du mouvement des femmes. L'association aspire au droit de vote général, égal, direct et secret pour les deux sexes dans les organes législatifs et les organes autonomes. ».

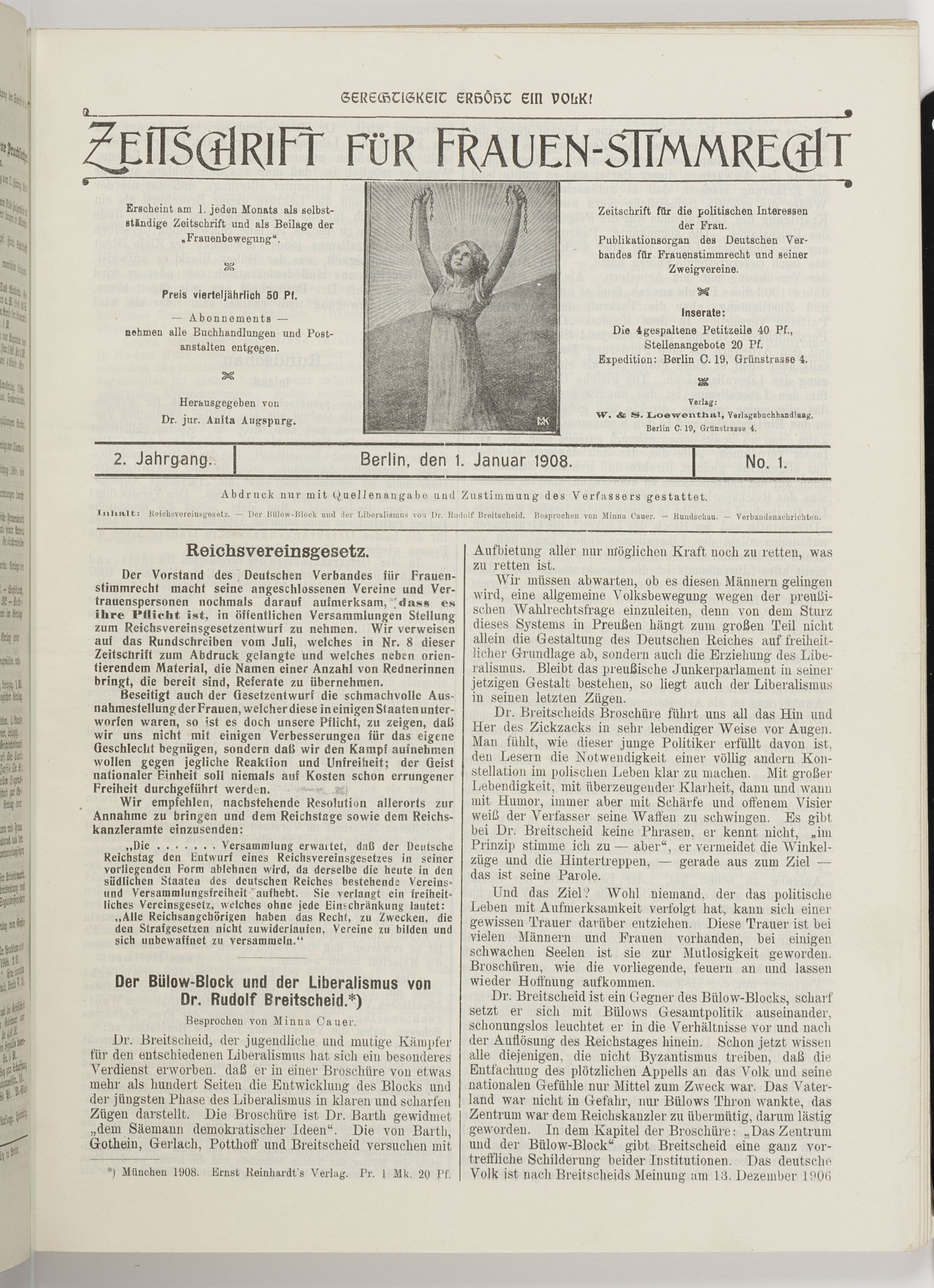
Magazine pour le droit de vote des femmes du 1908 avec un article sur la loi du Reich relative aux associations.

La clarification du paragraphe 3 des statuts de l'association conduit à un litige de plusieurs années. Le paragraphe contient une contradiction puisque le suffrage universel et égal pour les hommes n'est exigé que par une partie du monde politique, à savoir la social-démocratie et l'Association démocratique radicale libérale.
Au sein du comité prussien de l'Association pour le droit de vote des femmes, une résistance se forme autour de Maria Lischnewska contre la position de l'association. Le suffrage général et égal ne devait être exigé que lorsque les libéraux auraient la majorité au Parlement de l'État prussien. Maria Lischnewska accuse Anita Augspurg d'avoir des vues trop proches de celles de la «vieille social-démocratie». 
Après sa création, l'association pour le droit de vote se sert du journal de Minna Cauer, Die Frauenbewegung comme journal de l'association. Lors de la deuxième assemblée générale en 1907, il est décidé que le journal ne pouvait plus avoir cette fonction, puisqu'il représente la direction radicale du mouvement des femmes.  L'association crée alors la Zeitschrift für Frauenstimmrecht (Journal pour le droit de vote des femmes) qui est à la fois un magazine indépendant et un supplément mensuel au Frauenbewegung et est édité par Anita Augspurg. La devise du magazine est « La justice élève le peuple ». Sur la page de titre, une représentation allégorique montre une femme brandissait triomphalement une chaîne brisée devant le soleil levant.  

### Première conférence internationale des femmes socialistes

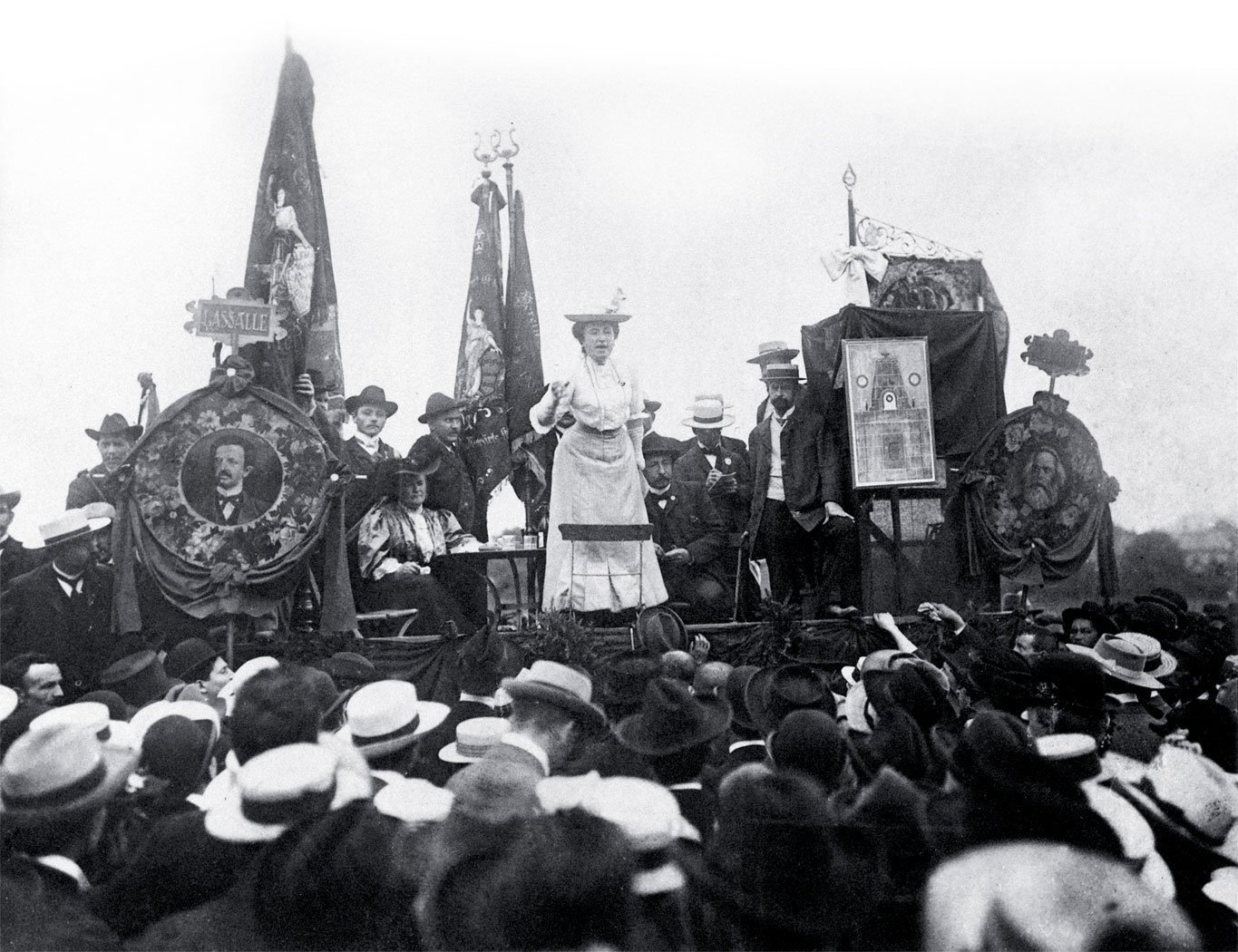
Rosa Luxemburg prend la parole à la conférence internationale des femmes socialistes à Stuttgart.

En 1903, les femmes social-démocrates commencent à faire la promotion du suffrage des femmes. Au congrès du parti SPD à Dresde, elles font voter une motion selon laquelle, dans tous les cas où le parti demande le suffrage général, secret, égal et direct, le suffrage des femmes doit être explicitement inclus et réclamé «avec toute la force nécessaire». Cependant, en raison de l'interdiction de l'engagement politique des femmes par les lois sur les associations, les femmes prolétariennes ne peuvent pas adhérer au SPD. L'organisation est donc basée sur des "femmes de confiance" élues par les groupes locaux de femmes et acceptées par les conseils locaux du SPD comme représentantes des femmes. En 1908, 407 de ces délégués syndicales sont élues. 
La première Conférence internationale des femmes socialistes a lieu à Stuttgart en 1907, à l'initiative des socialistes allemands. Un mouvement de femmes socialistes relativement indépendant en émerge. Lors de l’ouverture, Ottilie Baader indique que le droit de vote des femmes est une revendication centrale des socialistes: «Je salue toutes celles qui sont venues nous aider à conquérir l’arme la plus indispensable pour nous, le droit de vote des femmes". Clara Zetkin appelle également au suffrage des femmes dans son discours.  Après une discussion controversée, les partis socialistes de tous les pays s'engagent à prôner vigoureusement l'introduction du suffrage universel illimité des femmes et à développer des actions communes. À cette fin, la revendication du suffrage féminin doit être ancrée dans les programmes de tous les partis. 

## Phase principale 1908–1914

### Libéralisation des lois sur les associations
Dans la constitution de 1871, figure déjà l'harmonisation au niveau du Reich des lois sur les associations. Mais la contradiction entre une participation active des femmes dans de nombreux domaines de la vie sociale et leur exclusion par les lois sur les associations devient trop évidente et une volonté politique sérieuse de réforme apparaît. Le ministre de l'intérieur prussien publie un règlement permettant aux femmes de participer aux réunions politiques à condition qu'elles soient séparées des hommes par une corde et ne participent pas aux débats. Ce règlement fait la risée des journaux.  
En 1908, une nouvelle coalition gouvernementale, le Bloc Bülow, adopte finalement une loi uniforme sur les associations publiques qui ne contient plus de dispositions particulières à l'égard des femmes. Les femmes peuvent désormais être membres de partis politiques.   
Cette libéralisation des lois sur les associations permet la création d'un grand nombre de nouvelles associations en faveur du suffrage des femmes et l'adhésion de nombreuses nouvelles membres. Le mouvement devient plus hétérogène et l'aile gauche et radicale du mouvement des femmes bourgeoises autour d'Anita Augspurg et Lida Gustava Heymann, perd de son influence,,.

### Différend sur l'orientation et la fragmentation organisationnelle du mouvement des droits de vote
Après la deuxième assemblée générale, un différend éclate au sein de l'association pour le droit de vote quant à la manière dont on peut prôner le suffrage démocratique sans affiliation à un parti politique. Pour les membres de l'association, il y a un conflit entre la revendication féministe du suffrage et d'autres convictions politiques. D'autres divergences existent sur la politique étrangère impérialiste et la coopération avec des partis soutenus par les hommes.
Quatre groupes se font jour au sein du mouvement : 
- un groupement nationaliste autour de Maria Lischnewska et Käthe Schirmacher, qui d'une part insiste sur l'autonomie du mouvement des femmes et d'autre part, rejette le suffrage démocratique,
- un groupement national libéral qui rejette également le suffrage démocratique mais est moins impérialiste-nationaliste que le groupe précédent,
- un groupe radical-démocratique autour de Minna Cauer, qui défend résolument le droit démocratique de voter pour les deux sexes, est impliqué dans les partis politiques et critique une politique étrangère impérialiste,
- le groupe de Lida Gustava Heymann qui prône le suffrage démocratique et l'autonomie du mouvement des femmes[24].

À partir de 1908, l'association du Land de Prusse, sous la direction de Minna Cauer et Tony Breitscheid, cherche à travailler avec les partis qui prônent le suffrage égal, direct et secret comme l'Association démocratique (Demokratische Vereinigung). Elle perd ainsi sa neutralité politique. Elle adopte également la politique des suffragettes anglaises, en liant son soutien aux candidats à l'élection du Reichstag à leur soutien au suffrage démocratique, sans aucune distinction entre les hommes et les femmes.
L'association de Cologne se retire de l'association pour le droit de vote en 1908/09 et d'autres associations pour le droit de vote des femmes se créent : association silésienne avec Else Hielscher et Marie Wegner, association rhénane-westphalienne avec Li Fischer-Eckert et Elsbeth Krukenberg. Ces associations réclament les mêmes droits de citoyenneté pour les hommes et les femmes, mais pas de droit de vote spécifique, en particulier pas l'abolition du suffrage à trois classes en Prusse. Elles fusionnent finalement pour former la Deutschen Vereinigung für Frauenstimmrecht (Association allemande pour le droit de vote des femmes). L'organe de l'association est le magazine Frau und Staat (Femme et état), qui paraît comme  supplément du Centralblatt des Bundes Deutscher Frauenvereine. Malgré les démissions et les nouvelles fondations, il y a encore un groupe fort et croissant d'opposants au suffrage universel au sein de l'association pour le droit de vote, appelé le Reformpartei (parti réformiste). 
Lors de la quatrième assemblée générale du Deutsche Verband für Frauenstimmrecht, en 1911, ses statuts sont modifiés. Le «droit de vote général, égal, direct et secret, actif et passif» n'est désormais requis que pour les femmes. Les luttes pour la direction conduisent à la démission d'Anita Augspurg et Lida Gustava Heymann du conseil d'administration, car elles ne sont pas disposées à travailler avec Marie Stritt, également élue. Le conseil se compose désormais de Marie Stritt, présidente, ainsi que de Martha Zietz, Anna Lindemann, Maria Lischneska et Käthe Schirmacher et a donc une forte orientation national-libérale. 

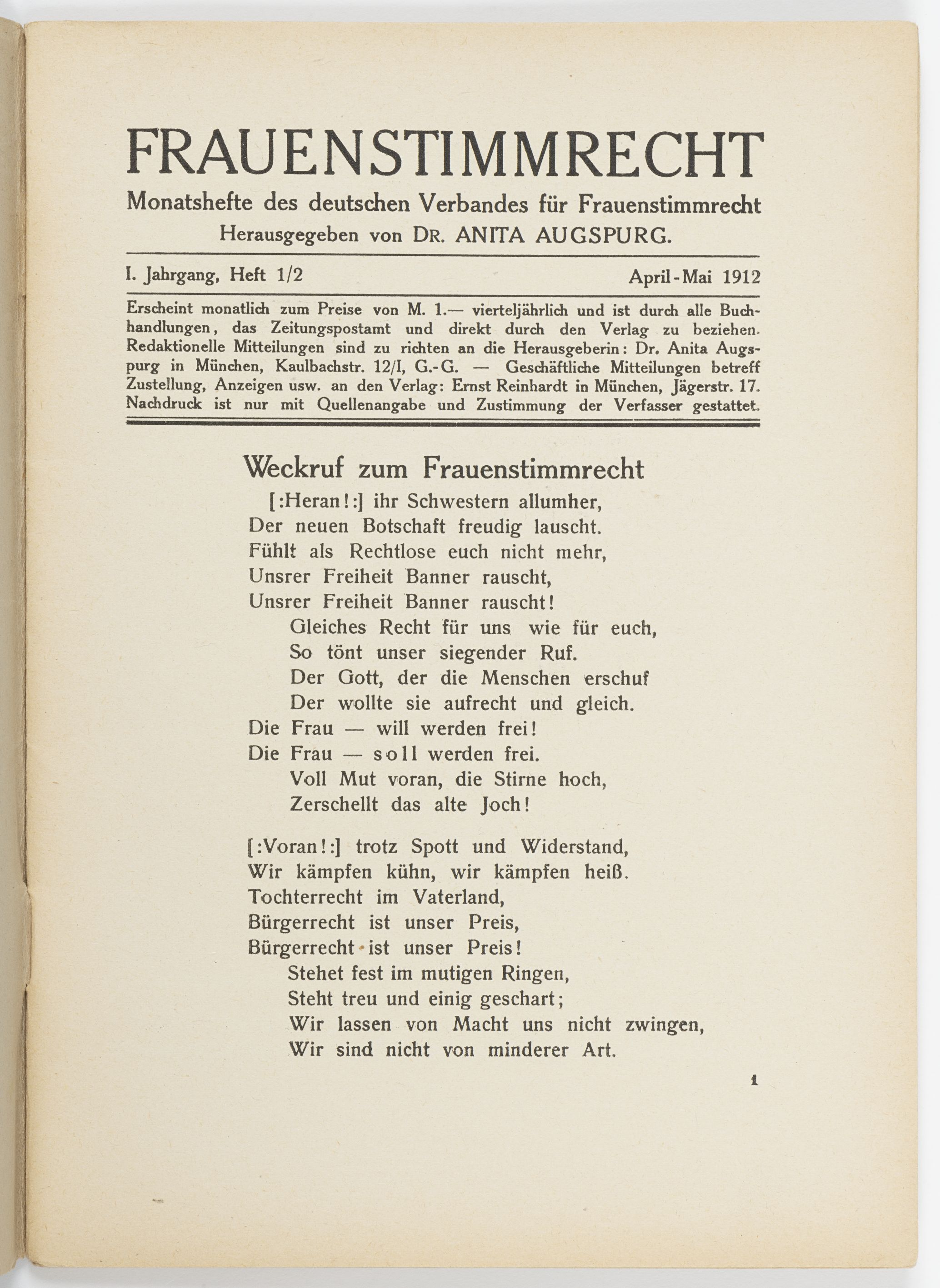
Premier numéro de la revue Frauenstimmrecht avril / mai 1912, avec la chanson Weckruf zum Frauenstimmrecht.

Lors de la même assemblée générale, l'association décide de fonder un nouveau magazine appelé Frauenstimmrecht, dont  la rédaction est confiée à Anita Augspurg. Ce qui entraîne le magazine Frauenbewegung de Minna Cauer dans des difficultés économiques et la rupture de l'amitié entre Minna Cauer et Anita Augspurg. Minna Cauer continue à faire paraître Zeistchrift für Frauenstimmrecht comme supplément à Frauenbewegung. Elle est chargée de la rédaction,,,.
Lors de l'assemblée générale d'Eisenach du Deutsche Verband für Frauenstimmrecht, en 1913, il est décidé que le contenu et la forme de la revue Frauenstimmrecht seront adoptés en accord avec le comité exécutif de l'association. Anita Augspurg abandonne l'équipe éditoriale, qui est reprise par Adele Schreiber. En 1914, le magazine est renommé Die Staatsbürgerin. 
Pour les libéraux-nationaux, les divergences autour du ralliement à des partis politiques subsistent.
Anita Augspurg, Lida Gustava Heymann avec plusieurs centaines d'autres membres et deux associations provinciales (Hambourg et Bavière) quittent alors l'association. Elles fondent le Deutscher Frauenstimmrechtsbund (Association allemande pour le droit de vote des femmes) en 1913,. Il y a alors trois organisations faîtières pour le suffrage des femmes, ce que Minna Cauer décrit un an plus tard :
«Il y a maintenant suffisamment de choix pour que chacune puisse choisir son camp : la conservatrice, la modérée et la démocrate. Alors maintenant, les femmes doivent compter avec ces trois directions du mouvement de suffrage des femmes bourgeoises en Allemagne. " (Minna Cauer 1914: Zeitschrift für Frauenstimmrecht Vol.8, n ° 4, 1914, p. 11)

### Augmentation des effectifs et création d'autres associations locales de droits de vote
Indépendamment du différend sur la direction, le mouvement pour le droit de vote continue de croître pendant cette phase et davantage d'associations locales sont fondées.
Il y a deux moments clés pour la refondation : 1907/08 avec la libéralisation des lois d'association et 1911/12 avec la scission et la différenciation du mouvement. Le réseau des groupes locaux couvre tout le pays.  
À partir de 1911, la Stimmrechtsverband gagne environ 1 000 membres supplémentaires chaque année. En 1913, elle compte près de 9 000 membres dans 90 groupes locaux et 11 associations régionales. La Deutsche Vereinigung für Frauenstimmrecht compte près de 2 000 membres en 1912 et 3500 en 1914 dans 37 groupes locaux et quatre associations régionales. La Deutsche Frauenstimmrechtsbund compte environ 2 000 membres en 1914.  Comparé aux autres associations regroupées dans la  Bund Deutscher Frauenvereine, BDF, qui compte en 1908 environ 200 000 membres (328 000 en 1918), le mouvement pour le suffrage n'est qu'une petite partie du mouvement des femmes.

### Activités des associations de droit de vote 1908-1914
Pendant cette phase également, les activités des groupes pour le droit de vote comprennent la propagande politique, l'éducation civique des femmes, les rassemblements sociaux et les événements. Au-delà de la question du suffrage des femmes, les associations s'impliquent également dans des questions de moralité, d'études universitaires ou d'éducation des filles et coopèrent avec d'autres associations locales. Les groupes travaillent à la fois en interne et en externe, essayant d'éduquer et de convaincre leurs propres membres ainsi que de mobiliser de nouveaux groupes de femmes. 

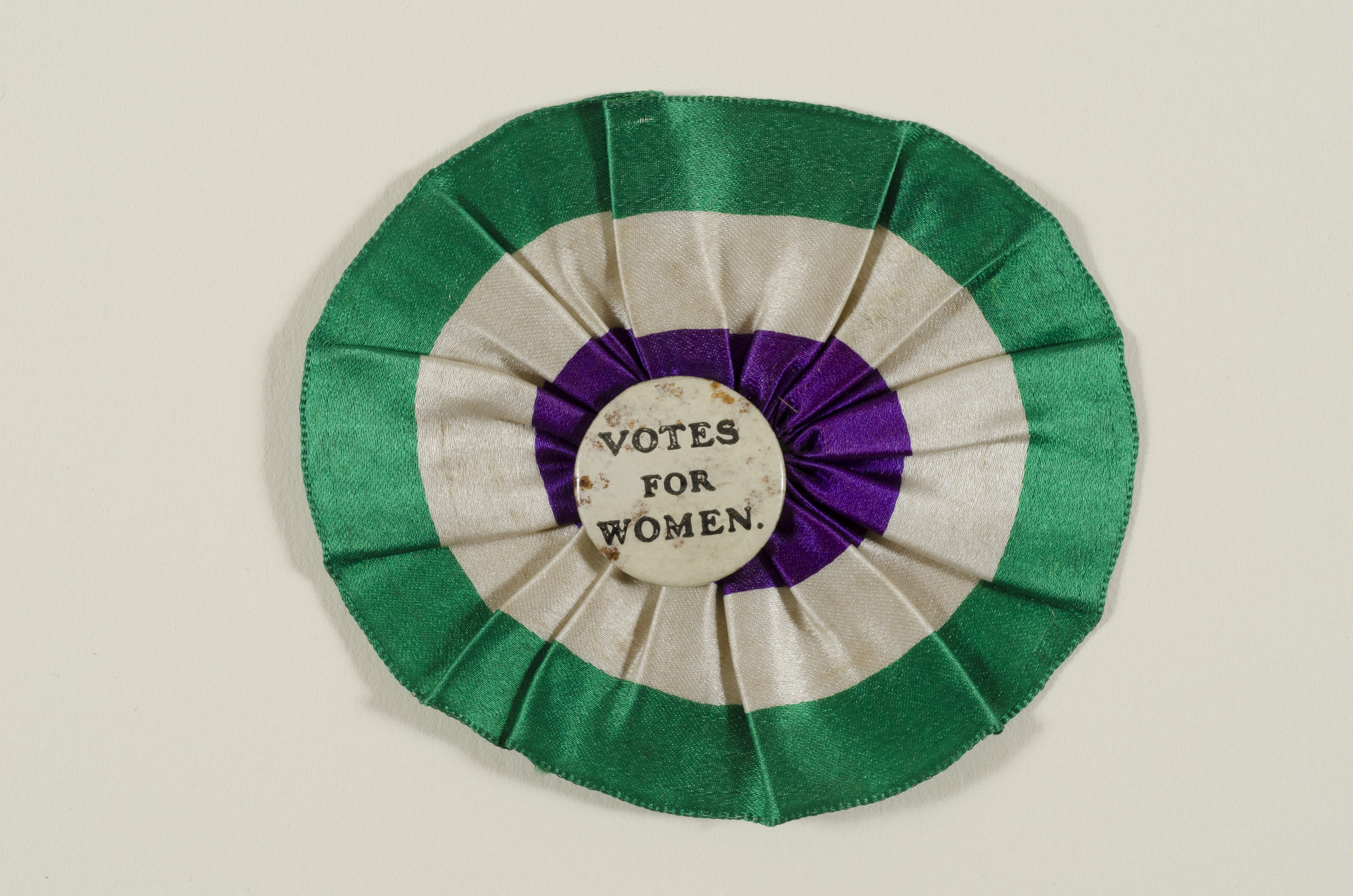
Insigne de lUnion sociale et politique des femmes britanniques aux couleurs typiques des suffragettes : vert, blanc et violet.

Afin de promouvoir l'identité et la prise de conscience du groupe, le mouvement allemand pour le droit de vote s'inspire des pratiques des suffragettes anglaises, par exemple, l'adoption des couleurs des suffragettes (violet, blanc et vert) ou la rédaction de chants militants,,. 
En 1909, les déléguées allemandes, dont Anna Pappritz, Frieda Radel et Regine Deutsch, qui assistent à la 5e Conférence internationale sur le suffrage de l'IWSA à Londres, découvrent les  formes d'action du mouvement des femmes britanniques, notamment des manifestations, des parades et des défilés de voitures mais les trouvent difficilement transposables.  Néanmoins, les associations de droit de vote de Berlin et de Bavière tentent, en vain, d'organiser des manifestations la même année. Ce n'est qu'en 1912 qu'a lieu une manifestation pour le droit de vote des femmes à Munich. Le reportage d'Adele Schreiber dans le magazine Frauenstimmrecht montre quelle étape cette manifestation représente pour les femmes bourgeoises : «L'inédit est devenu réalité - nous avons osé - le premier voyage de propagande dans une grande ville allemande ! "  Cette manifestation reste la seule manifestation pour le suffrage des femmes du mouvement des femmes bourgeoises jusqu'après la Première Guerre mondiale. 

### Deuxième Conférence internationale des femmes socialistes et Journée internationale de la femme

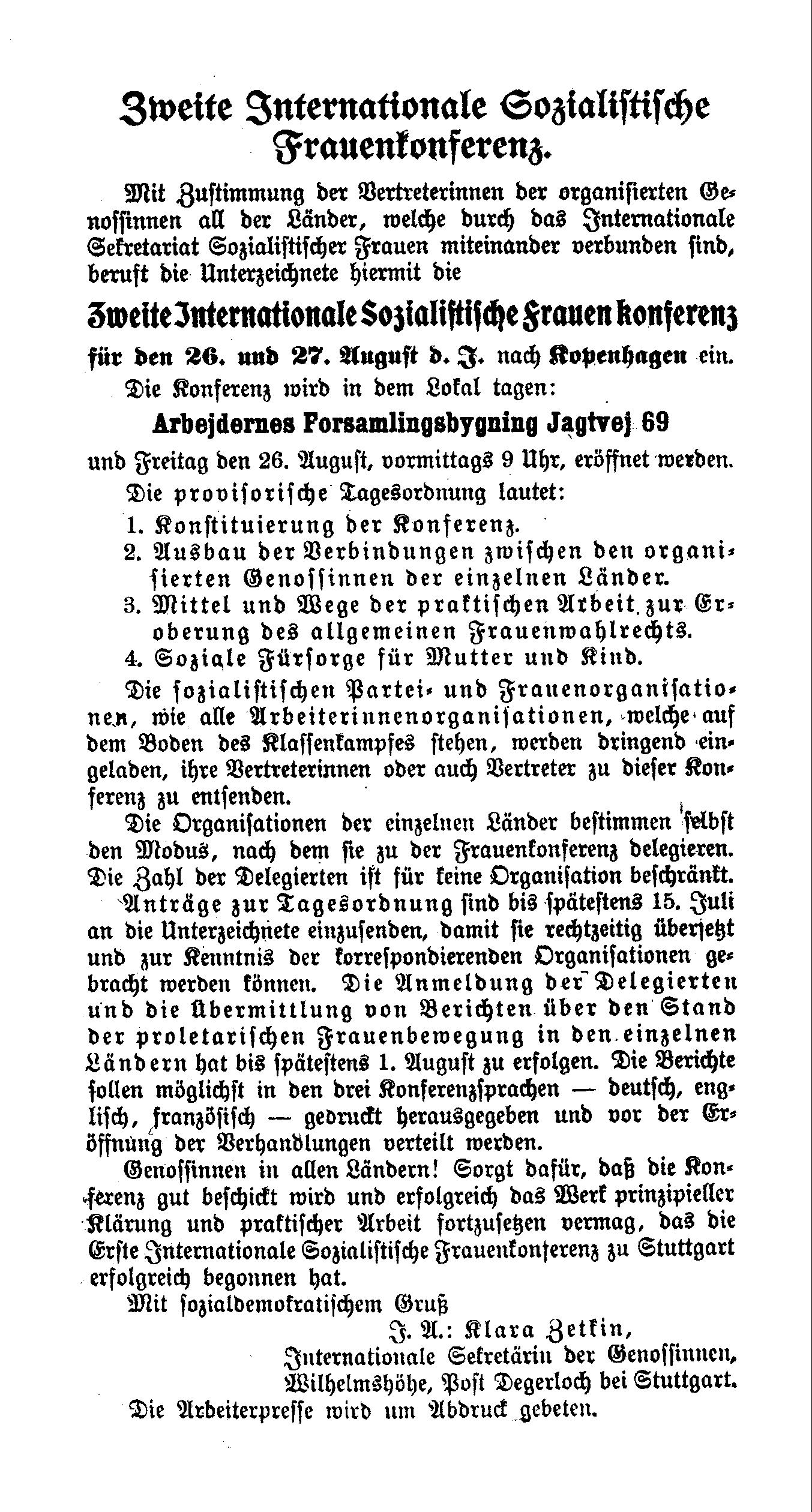
Appel à la deuxième Conférence internationale des femmes.

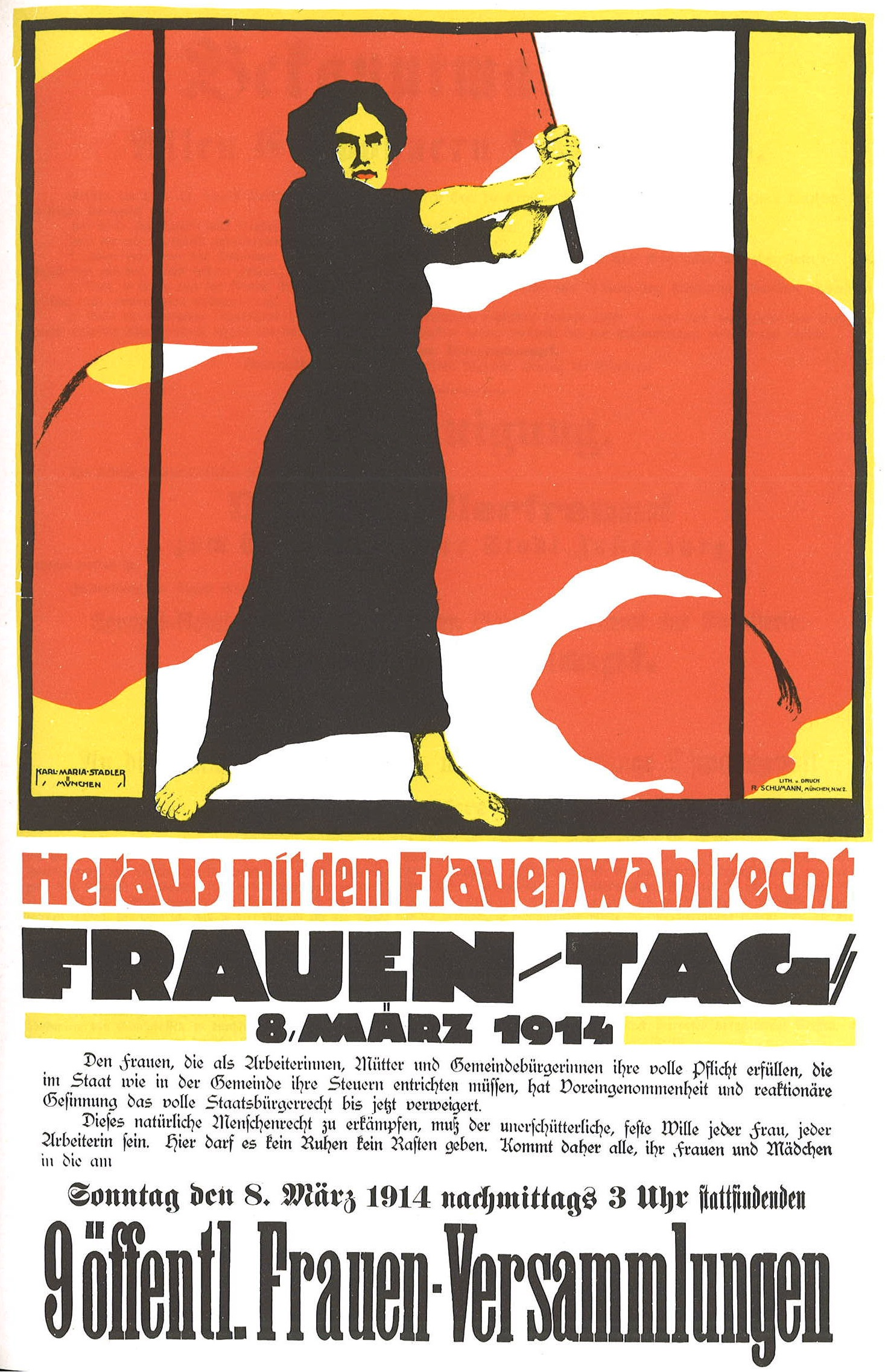
Affiche pour la Journée internationale de la femme 1914 appelant les femmes à voter.

La deuxième conférence internationale des femmes socialistes à Copenhague en 1910, décide, sur la demande de Clara Zetkin, Käte Duncker et d'autres, d'instaurer une journée internationale des femmes, sur base du rapport de l'Américaine May Wood-Simons sur le succès des journées des femmes aux États-Unis en 1909 et 1910. La gestion de l'événement est prise en charge par Luise Zietz, qui organise une série de manifestations dans toute l'Allemagne pour le suffrage des femmes dans le cadre de la journée d'action. La première Journée internationale des femmes en 1911 s'avère extrêmement fructueuse sous le slogan « Avec le suffrage des femmes ! » Plus d'un million de femmes descendent dans la rue et appellent à l'égalité sociale et politique. Les militantes radicales des droits des femmes, Minna Cauer, Else Lüders et Marie Lischnewska, participent à des réunions de la journée des femmes. Le journal Gleichheit paraît avec un numéro spécial de 16 pages intitulé « Le droit de vote des femmes »,,.   
Malgré leur succès, les organes du mouvement des femmes modérées s'abstiennent de mentionner les manifestations de masse. Anita Augspurg, elle-même, hésite à en parler dans  Zeitschrift für Frauenstimmrecht. Seule Minna Cauer exprime sa sympathie et son enthousiasme pour la campagne dans son journal Frauenbewegung. La presse du mouvement des femmes bourgeoises réagit froidement à cause des polémiques entre les femmes socialistes et les militantes des droits des femmes bourgeoises lors de la Journée des femmes. Un dépliant indique :« L'ouvrière textile, la métallurgiste et la relieuse, la travailleuse du tabac et la couturière [...] ont besoin du droit de vote bien plus urgemment que la bourgeoise, qui l'emploierait avant tout pour obtenir les mêmes opportunités d'éducation, l'ouverture des professions libérales et réaliser ainsi pour les femmes une égalité complète avec les hommes. [...] Mais le droit de vote reste plus important pour la travailleuse qui, grâce à lui, pourra atteindre et défendre  l'existence nue, la protection élémentaire de la vie et la santé. [...] Ce n'est que dans les rangs des sociaux-démocrates que [...] doivent combattre ceux qui sont honnêtes avec la revendication du suffrage démocratique des femmes. " (Flyer pour la Journée internationale de la femme 1911).
Malgré l'opposition au sein du parti, les femmes social-démocrates réussissent à organiser une journée internationale des femmes chaque année jusqu'en 1914.

### Tentative de formation d'un cartel d'organisations faîtières votantes
Sur une suggestion d'Anita Augspurg et Lida Gustava Heymann, le Deutsche Verband für Frauenstimmrecht, le Deutsche Frauenstimmrechtsbund et le Deutsche Vereinigung für Frauenstimmrecht forment un cartel en 1914 dans le but de montrer un front uni au monde extérieur et de faciliter la coopération dans les manifestations, les pétitions et la représentation au sein de l'International Women Suffrage Alliance, qui n'autorise qu'une seule représentation nationale. Le dénominateur commun est la revendication du suffrage des femmes, les modalités n'étant pas précisées . Le déclenchement de la Première Guerre mondiale va cependant empêcher le cartel d'avoir un effet pratique,.

## Première Guerre mondiale

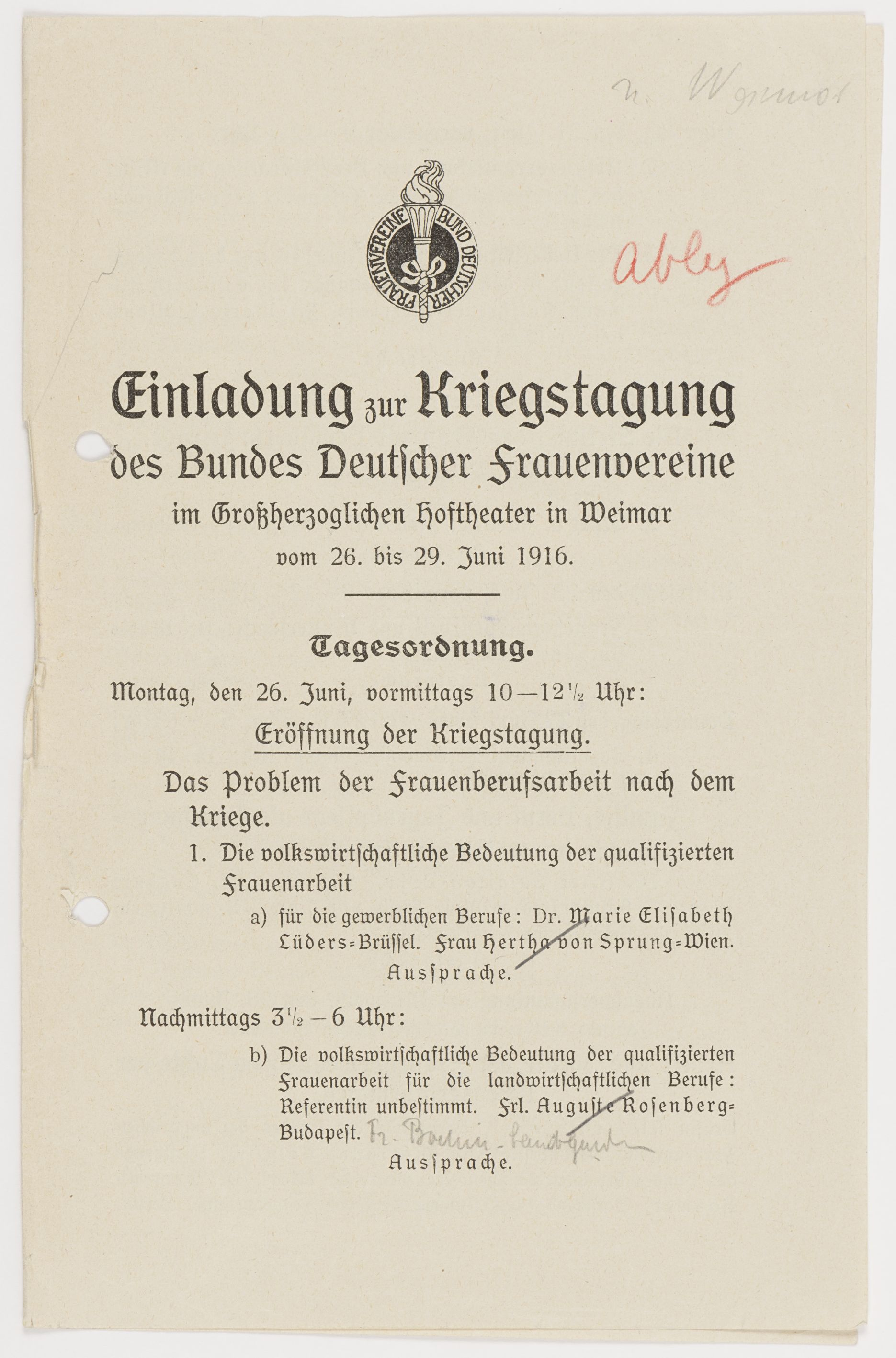
Invitation à une conférence du BDF sur le travail des femmes en période de guerre (1916).

### Service national des femmes
Le déclenchement de la Première Guerre mondiale met brusquement fin aux activités des militantes bourgeoises et des socialistes pour le droit de vote des femmes. Les mouvements de femmes bourgeoises et prolétariennes se joignent à la trêve nationale et soutiennent l'effort de guerre sur le "front intérieur". Le BDF crée le Nationaler Frauendienst (Service national des femmes, NFD). Dans ce contexte, les volontaires effectuent toutes sortes de tâches d'intérêt public en coopération avec les services municipaux, la Croix-Rouge et bien d'autres d'autres associations : collectes de vêtements, distribution de colis alimentaires, cours de cuisine, soins médicaux, conseils juridiques... etc .

### Activités pacifistes
Cependant, aussi bien dans le mouvement des femmes bourgeoises que chez les social-démocrates, toutes les femmes ne sont pas disposées à soutenir la guerre.
Les opposantes socialistes à la guerre s'expriment contre le militarisme et la guerre dans la revue Gleichheit, publiée par Clara Zetkin, malgré un contrôle strict de la censure. En mars 1915, Clara Zetkin invite à une conférence internationale des femmes socialistes contre la guerre à Berne, à laquelle participent 70 déléguées de huit pays. La résolution adoptée lors de la conférence «Guerre contre cette guerre ! » est diffusée, illégalement, dans toute l'Europe. Clara Zetkin est arrêtée pour trahison et le rapport de la conférence publié dans Gleichheit est entièrement censuré. En 1917, le SPD retire à Clara Zetkin la tâche de publier Gleichheit car elle ne représente pas la ligne officielle du parti,. 
Anita Augspurg et Lida Gustava Heymann font également campagne pour une paix rapide. Elles veulent une initiative internationale des femmes pour mettre fin à la guerre mondiale. Elles organisent des rencontres sur des sujets liés au pacifisme dans les groupes locaux du Deutschen Frauenstimmrechtsbund, ce qui mène plusieurs membres à se retirer. Le congrès de l'IWSA à Berlin, initialement prévu pour juin 1915, ayant été annulé, le couple Augspurg-Heymann organise une conférence internationale des femmes contre la guerre en 1915 à La Haye avec la Néerlandaise Aletta Jacobs, la Hongroise Rosika Schwimmer et l'Américaine Jane Addams, qui sera plus tard lauréate du prix Nobel de la paix. Lors de la conférence, à laquelle participent plus de 1 000 femmes de douze pays, le Comité international des femmes pour une paix durable (Internationale Frauenkomitee für dauernden Frieden, ICWPP) est fondé. Il deviendra plus tard la Ligue internationale des femmes pour la paix et la liberté (Internationale Frauenliga für Frieden und Freiheit, WILPF). Après la conférence, les participantes allemands sont considérées comme traîtres à la patrie.

### Association du Reich allemand pour le droit de vote des femmes
En 1916, le cartel des organisations faîtières est finalement abandonné. Les factions modérées et conservatrices ont, contrairement aux radicales, une base commune de pensée nationale et patriotique. Les associations Deutscher Verband für Frauenstimmrecht et Deutsche Vereinigung für Frauenstimmrecht, fusionnent pour former le Deutscher Reichsverband für Frauenstimmrecht (Association du Reich allemand pour le droit de vote des femmes). Le comité exécutif est composé d'Ida Dehmel, Li Fischer-Eckert, Illa Uth, Rosa Kempf, Luise Koch, Alma Dzialoszynski et Emma Nägeli.  L'Association défend un suffrage féminin limité, ce qui entraîne la démission de plusieurs membres des associations précédentes. Trois d'entre elles rejoignent  le Frauenstimmrechtsbund. Le Reichsverband représente dès lors l'orientation conservatrice du mouvement des femmes,. 
En 1918, le Reichsverband se compose de dix associations régionales, onze associations provinciales et 86 groupes locaux avec un total d'environ 10 000 membres,.  

## Intensification des efforts à partir de 1917
Le 7 avril 1917, dans son message de Pâques, l'Empereur annonce l'abolition du suffrage de classe en Prusse en récompense de l'effort de guerre, mais il ne mentionne pas le suffrage des femmes. Les organisations de femmes, qui ont été fortement impliquées dans l'effort de guerre dans le cadre du Service national des femmes, sont consternées. Le message décevant de Pâques aboutit finalement à une coopération entre les organisations, facilitée par le ralliement de Clara Zetkin, qui avait toujours rejeté une telle coopération, au Parti social-démocrate indépendant d'Allemagne (Unabhängigen Sozialdemokratischen Partei Deutschlands). Le 22 septembre, le Bund Deutscher Frauenvereine, les associations pour le droit de vote et les femmes social-démocrates conviennent de  mener des campagnes conjointes pour le suffrage des femmes mais de continuer à s'adresser au gouvernement séparément. Le 22 avril 1918 a lieu la première assemblée conjointe à Berlin qui envoie une délégation à la Chambre des représentants prussienne pour présenter à nouveau les revendications. 
Le 2 octobre 1918, le Parlement approuve le droit de vote égal, mais pour les hommes seulement. Les femmes de toutes les organisations politiques féminines importantes signent le 25 octobre une lettre au Chancelier du Reich, Max von Baden demandant une audience en urgence au sujet du suffrage féminin. Parmi les signataires figurent Anita Augspurg pour le Deutschen Frauenstimmrechtsbund, Gertrud Bäumer pour le Bund Deutscher Frauenvereine, Gertrud Hanna pour le Arbeiterinnensekretariat der Generalkommission der Freien Gewerkschaften Deutschlands (Secrétariat des travailleuses de la Commission générale des syndicats libres d'Allemagne), Lida Gustava Heymann pour le Deutschen Frauenausschuß für dauernden Frieden, Marie Juchacz pour le Mehrheitssozialdemokratische Partei Deutschlands (Parti social-démocrate majoritaire d'Allemagne), Helene Lange pour les femmes du Fortschrittlichen Volkspartei (Parti populaire progressiste), Clara Mende pour les nationalliberalen Frauen (femmes national-libérales) et Marie Stritt pour le Deutschen Reichsverband für Frauenstimmrecht. L'audience n'a pas lieu. Début novembre, de grands rassemblements en faveur du droit de vote des femmes sont organisées à Berlin, Hambourg et Munich, conjointement par les organisations de femmes bourgeoises et sociales-démocrates.
Le 4 novembre, le Bund Deutscher Frauenvereine présente aux chefs des groupes parlementaires du Reichstag le mémorandum "Position des femmes dans la réorganisation politique et sociale" avec la demande de réaliser immédiatement l'égalité des droits pour les femmes en tant que citoyennes. Pour contrer la pression de la rue, les représentants des partis majoritaires (SPD, Parti populaire progressiste, Parti du centre)  décident le 7 novembre d'initier une réforme électorale prenant en compte la représentation proportionnelle et le suffrage des femmes. Une motion d'initiative correspondante est signée le 9 novembre 1918, peu avant midi et envoyée au Reichstag. La République de Weimar est proclamée dans l'après-midi, remisant la motion aux oubliettes et le différend parlementaire sur le suffrage des femmes se termine en farce, selon les mots de la politologue Ulrike Ley. 
Le 12 novembre, le Conseil des représentants du peuple proclame le même suffrage universel, secret, direct, pour tous les hommes et femmes âgés d'au moins 20 ans.
L'Allemagne appartient au groupe de pays européens (Autriche, Hongrie, Lettonie, Lituanie, Pologne) qui ont introduit le suffrage des femmes en 1918. Les pionnières européennes (en) sont la Finlande en 1906, la Norvège en 1913, le Danemark et l'Islande en 1915 et la Russie en 1917.   
La présidente du Deutscher Reichsverbandes für Frauenstimmrechte, Marie Stritt, commente dans Staatsbürgerin : 

"Les femmes allemandes ont le droit de vote [...] C'est un passage sans heurt de l'iniquité politique totale à la pleine liberté civique, .[…] quelque chose de complètement nouveau, incompréhensible, quelque chose comme un miracle." (Marie Stritt: Dis Staatsbürgerin, décembre 1918, citation d'après Schaser)

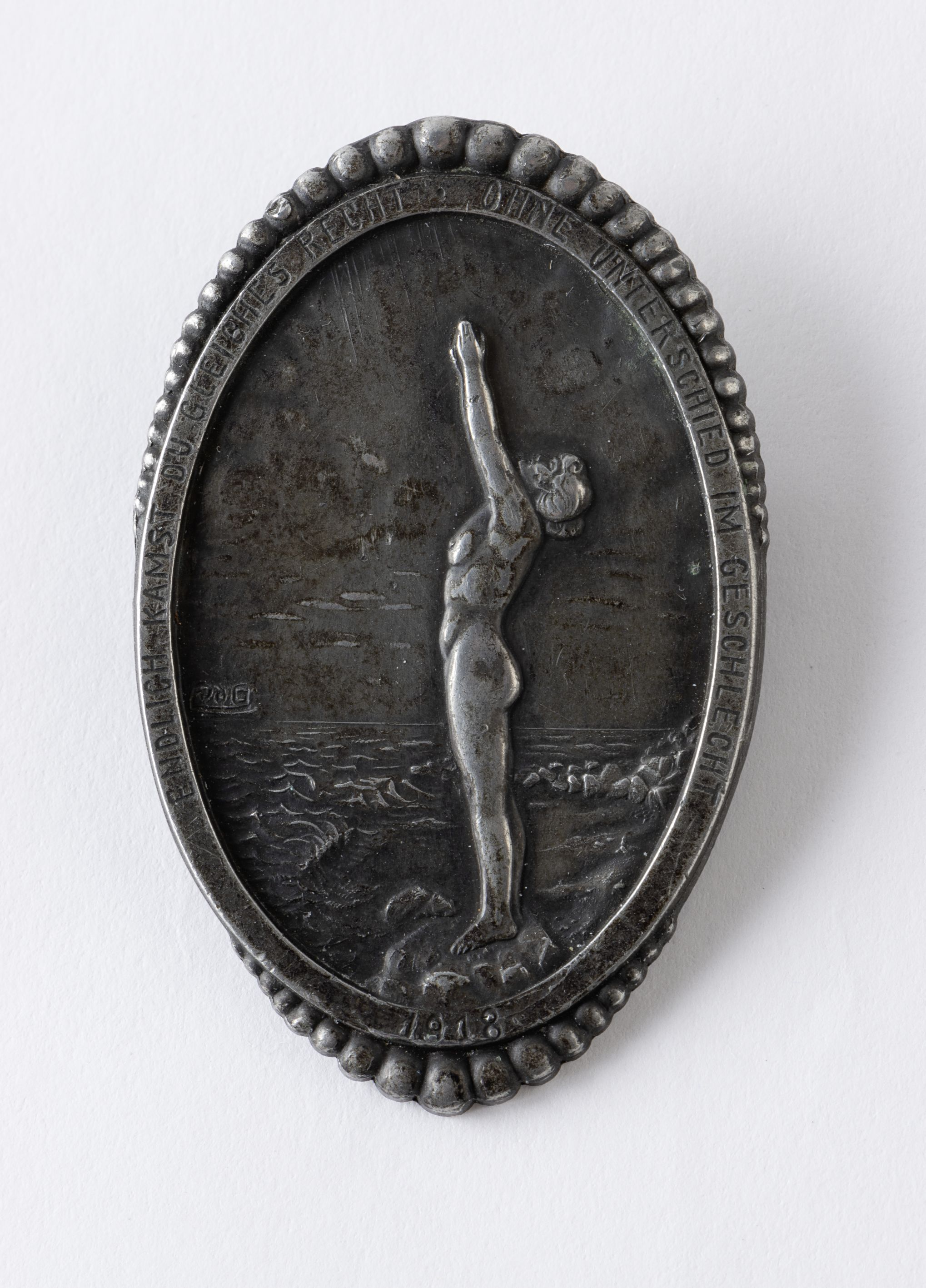
Insigne commémoratif pour l'introduction du suffrage féminin en 1919. Le texte qui l'entoure dit : Enfin, tu as obtenu les mêmes droits sans distinction de sexe en 1918.

Le Deutscher Reichsverband für Frauenstimmrecht se dissout en 1919. Le BDF, qui considère désormais comme sa mission première de préparer les femmes aux élections «non partisanes», engage les associations de femmes à une «stricte neutralité politique».   
Les principales militantes des droits des femmes rejoignent les partis politiques et certaines sont également élues au Reichstag, notamment Adele Schreiber, Tony Breitscheid, Meta Hammerschlag pour le Parti sociel-démocratique majoritaire et Gertrud Bäumer, Marie Baum, Marie-Elisabeth Lüders pour le Parti démocrate allemand. 
En 1919, 82 % des femmes font usage de leur tout nouveau droit de vote et le parlement compte 9 % de députées. Pour dépasser le palier des 10 % de députées, il faudra ensuite attendre les années 1980... La barre des 20 % sera franchie dans les années 2000, et la barre des 30 % dans les années 2010 – atteignant 36,8 % en 2013. 
Marianne Weber, prononçant le premier discours d'une femme dans un Parlement allemand, souligne que les femmes parlementaires sont bien préparées pour les tâches liées à la reconstruction de l'État, précisément à cause des réalisations des femmes pendant la guerre :

« Je pense pouvoir dire que nous sommes mieux préparées pour [les tâches consistant à façonner l'État] que la plupart d'entre vous ne le pensent peut-être. Des millions d'entre nous ont dû, depuis des décennies, assurer leur subsistence à l'extérieur de la maison et se tenir debout sur leurs propres pieds et elles ont senti souffler le dur vent de la vie dehors souffler autour de leur tête. Des milliers d’entre nous ont fait le travail des hommes pendant la guerre, avec moins de force physique que les hommes. Des milliers d’entre nous, les femmes, ont formé une armée intérieure, sans laquelle l’armée de première ligne n’aurait eu ni munitions ni vêtements. Et des milliers d’entre nous, qui n’ont pas été obligées de mener la dure lutte pour l’existence, sont, depuis de nombreuses décennies, imprégnées d’un sens profond de la responsabilité sociale, impliquées dans la résolution de devoirs sociales difficiles. Elles se sont ainsi formées pour prendre position sur toutes les questions de la vie publique et sur la législation en ce qui concerne le sexe féminin, et je crois donc pouvoir dire de nous que nous n'entrerons pas dans cette maison sans préparation. »

— Marianne Weber, Discours à l'Assemblée nationale constituante de Bade, Karlsruhe, le 15 janvier 1919

En tant que première membre de l'Assemblée nationale, Marie Juchacz prend la parole plus de quatre semaines plus tard et souligne le fait que les femmes ont naturellement le droit de vote:

« Aujourd'hui, les femmes ont la citoyenneté à laquelle elles ont droit. […] Je voudrais déclarer ici […] que nous, les femmes allemandes, ne devons pas de remerciements à ce gouvernement au sens traditionnel du terme. Ce que ce gouvernement a fait était une évidence: il a donné aux femmes ce qui leur avait été refusé à tort jusque-là »

— Marie Juchacz, Discours à l'Assemblée nationale de Weimar le 19 février 1919
Dès 1919/1920, les principales représentantes du BDF indiquent que le droit de vote ne suffit pas à assurer l'égalité pour les femmes. Dans les années qui suivent, l'Allgemeine Deutsche Frauenverein s'efforce de protéger les intérêts des femmes, en particulier au niveau politique local. Néanmoins, les organisations de défense des droits des femmes manquent de jeunes talents et les institutions socio-politiques du mouvement des femmes ont perdu de leur importance. Le nombre de membres des clubs chute de façon drastique. 
En juin 1920, l'International Woman Suffrage Alliance (IWSA) accueille la première conférence d'après-guerre à Genève, avec la participation de Marie Stritt en tant que représentante du gouvernement allemand,. Cet événement entame la reconstruction des relations internationales des femmes. Mais avec la dissolution du Reichsverband, il n'y a plus de représentation allemande dans l'IWSA. Après plusieurs années de discussions et de négociations, l'ADF décide en 1923 de rejoindre l'IWSA en tant que branche allemande. L'Allgemeine Deutsche Lehrerinnenverein (ADF) change son nom pour Deutscher Staatsbürgerinnenverband (Association des citoyennes allemandes). Les aspects politiques et internationaux passent au premier plan des travaux de l'association.
Lors de la conférence de l'IWSA à Paris en 1926, Adele Schreiber est élue vice-présidente. Une accolade de Gertrud Bäumer et de la Française Germaine Malaterre-Sellier est considérée comme un symbole de paix. Du 17 au 23 juin 1929,  le Conseil international des femmes et l'IWSA se rencontrent à Berlin pour le congrès et leurs célébrations d'anniversaire.
À la fin de la République de Weimar, en 1933, le mouvement des femmes allemandes rejoint le mouvement international. Mais l'arrivée des nationaux-socialistes au pouvoir, marque la fin définitive de rapprochement. Le Deutscher Staatsbürgerinnenverband est dissout en 1933 pour éviter de tomber sous la coupe du régime.

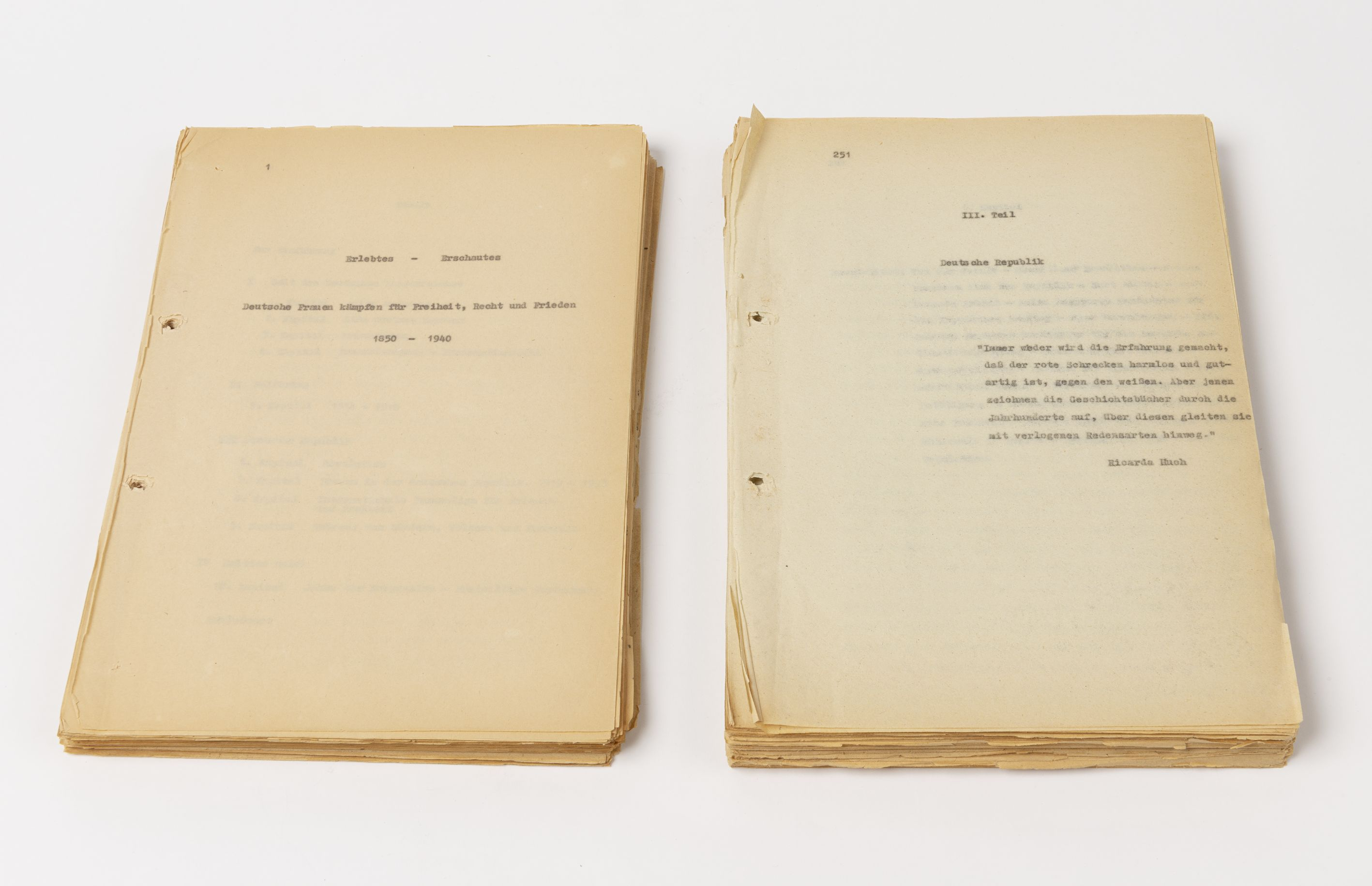
Manuscrit des mémoires de Anita Augspurg et Lida Gustava Heymann de 1941.

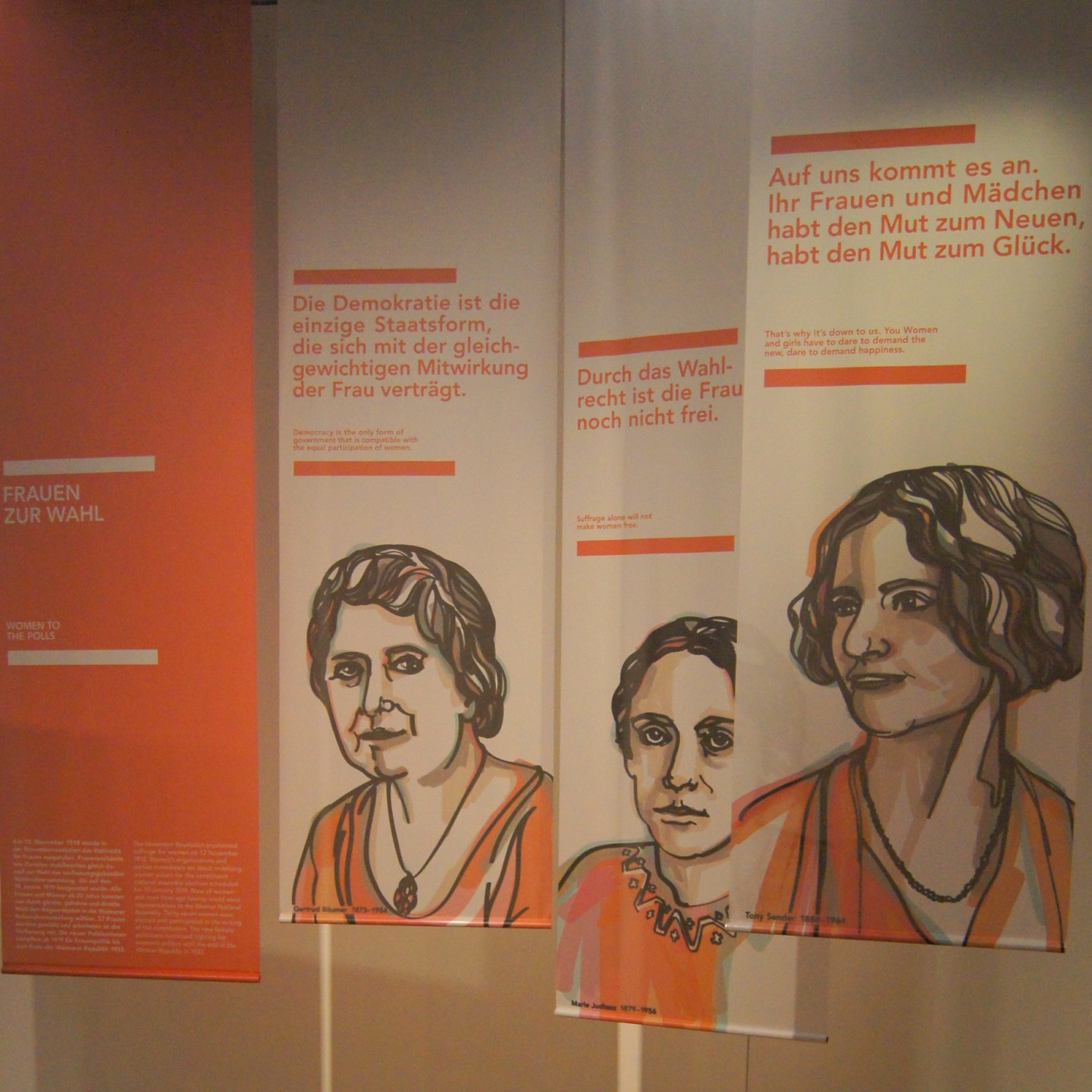
Des déclarations de militantes influentes des droits des femmes dans l'exposition Women's Choice 2018/19 au Musée historique de Francfort ; ici : Gertrud Bäumer, Marie Juchacz et Tony Sender.